# Lista siturilor arheologice din județul Botoșani - D
Lista siturilor arheologice din județul Botoșani - D conține toate siturile arheologice din județul Botoșani înscrise în Repertoriul Arheologic Național (RAN) și aflate în localități al căror nume începe cu litera D. RAN este administrat de Ministerul Culturii și Patrimoniului Național și cuprinde date științifice, cartografice, topografice, imagini și planuri, precum și orice alte informații privitoare la zonele cu potențial arheologic, studiate sau nu, încă existente sau dispărute.
Puteți căuta un sit din localitățile care încep cu litera D folosind formularul de mai jos sau puteți naviga prin toate siturile din județ la Lista siturilor arheologice din județul Botoșani.
| Cod RAN                                   | Denumire | Localitate                             | Adresă                                                                 | Datare                                                              | Descoperit                                        | Coordonate                                    | Imagine           | Erori            |
| ----------------------------------------- | --- | -------------------------------------- | ---------------------------------------------------------------------- | ------------------------------------------------------------------- | ------------------------------------------------- | --------------------------------------------- | ----------------- | ---------------- |
| 36248.01.01 (Cod LMI: BT-I-m-B-01778.02)  | Situl arheologic de la Dimitrie Cantemir - "Șleahul Liveni" / ansamblu anonim (Categorie: locuire civilă) (Tip: Așezare)                                  | sat Dimitrie Cantemir, comuna Avrămeni | Șleahul Liveni                                                         | Cucuteni - B                                                        | A. Păunescu, P. Șadurschi 1983                    | 48°03′21″N 27°00′03″E / 48.05597°N 27.00089°E | Încărcați imagine | Raportați eroare |
| 36248.01.03 (Cod LMI: BT-I-m-B-01778.01)  | Situl arheologic de la Dimitrie Cantemir - "Șleahul Liveni" / ansamblu anonim (Categorie: locuire civilă) (Tip: Așezare)                                  | sat Dimitrie Cantemir, comuna Avrămeni | Șleahul Liveni                                                         | Noua aprox. 1500/1400-1150 ani                                      | A. Păunescu, P. Șadurschi 1983                    | 48°03′21″N 27°00′03″E / 48.05597°N 27.00089°E | Încărcați imagine | Raportați eroare |
| 36248.01.02 (Cod LMI: BT-I-s-B-01778)     | Situl arheologic de la Dimitrie Cantemir - "Șleahul Liveni" / ansamblu anonim (Categorie: locuire civilă) (Tip: Așezare)                                  | sat Dimitrie Cantemir, comuna Avrămeni | Șleahul Liveni                                                         | Horodiștea-Gordinești aprox.3.500-2.500 ani                         | A. Păunescu, P. Șadurschi 1983                    | 48°03′21″N 27°00′03″E / 48.05597°N 27.00089°E | Încărcați imagine | Raportați eroare |
| 38474.01.01 (Cod LMI: BT-I-m-B-01776.03)  | Situl arheologic de la Dacia - Ursoaia / ansamblu anonim (Categorie: locuire civilă) (Tip: Așezare)                                                       | sat Dacia, comuna Nicșeni              | Ursoaia                                                                | Cucuteni aprox. 4.500- 3.500 ani                                    | D. Niculescu 1972                                 | 47°51′14″N 26°41′45″E / 47.854°N 26.69587°E   | Încărcați imagine | Raportați eroare |
| 38474.01.02 (Cod LMI: BT-I-m-B-01776.01)  | Situl arheologic de la Dacia - Ursoaia / ansamblu anonim (Categorie: locuire civilă) (Tip: Așezare)                                                       | sat Dacia, comuna Nicșeni              | Ursoaia                                                                | Sântana de Mureș - Cerneahov sec. IV - V                            | D. Niculescu 1972                                 | 47°51′14″N 26°41′45″E / 47.854°N 26.69587°E   | Încărcați imagine | Raportați eroare |
| 37020.01.01 (Cod LMI: BT-I-s-A-01777)     | Așezarea Hallstatt de la Dersca - Berezna / ansamblu anonim (Categorie: locuire) (Tip: Fortificație de pământ)                                            | sat Dersca, comuna Dersca              | Berezna                                                                | Corlăteni - Chișinău aprox. 1.200-800 ani                           | 1908 1870                                         | 48°00′40″N 26°12′28″E / 48.01122°N 26.20786°E | Încărcați imagine | Raportați eroare |
| 36015.01.01 (Cod LMI: BT-I-s-A-01779)     | Așezarea medievală de la Dorohoi-Biserica "Sf. Nicolae - Domnescă" / ansamblu anonim (Categorie: locuire civilă) (Tip: Așezare)                           | municipiul Dorohoi                     | str. Ștefan cel Mare, nr. 61, punct Biserica "Sf. Nicolae - Domnescă", | sec. XV - XVII                                                      | 1996                                              | 47°57′35″N 26°24′29″E / 47.95969°N 26.40819°E | Încărcați imagine | Raportați eroare |
| 36989.01.01 (Cod LMI: BT-I-s-B-01780)     | Necropola tumulară din epoca bronzului timpuriu de la Dragalina - "Mormântul Urieșului" / ansamblu anonim (Categorie: descoperire funerară) (Tip: Movilă) | sat Dragalina, comuna Cristinești      | Mormântul Urieșului                                                    | Horodiștea - Foltești                                               | N. Filipescu-Dubău 1891                           | 48°04′02″N 26°26′20″E / 48.06713°N 26.43902°E | Încărcați imagine | Raportați eroare |
| 36355.01.03 (Cod LMI: BT-I-m-B-01781.02)  | Situl arheologic de la Draxini - "La Cânepiște" / ansamblu anonim (Categorie: locuire civilă) (Tip: Așezare)                                              | sat Draxini, comuna Bălușeni           | La Cânepiște                                                           | Sântana de Mureș - Cerneahov sec. IV - V                            | A. Păunescu , P. Șadurschi, V. Chirica 1974       | 47°40′21″N 26°50′13″E / 47.67237°N 26.83682°E | Încărcați imagine | Raportați eroare |
| 36355.01.04 (Cod LMI: BT-I-m-B-01781.01)  | Situl arheologic de la Draxini - "La Cânepiște" / ansamblu anonim (Categorie: locuire civilă) (Tip: Așezare)                                              | sat Draxini, comuna Bălușeni           | La Cânepiște                                                           | sec. XVI - XVII                                                     | A. Păunescu , P. Șadurschi, V. Chirica 1974       | 47°40′21″N 26°50′13″E / 47.67237°N 26.83682°E | Încărcați imagine | Raportați eroare |
| 36355.01.01 (Cod LMI: BT-I-s-B-01781)     | Situl arheologic de la Draxini - "La Cânepiște" / ansamblu anonim (Categorie: locuire civilă) (Tip: Așezare)                                              | sat Draxini, comuna Bălușeni           | La Cânepiște                                                           |                                                                     | A. Păunescu , P. Șadurschi, V. Chirica 1974       | 47°40′21″N 26°50′13″E / 47.67237°N 26.83682°E | Încărcați imagine | Raportați eroare |
| 36355.01.02 (Cod LMI: BT-I-s-B-01781)     | Situl arheologic de la Draxini - "La Cânepiște" / ansamblu anonim (Categorie: locuire civilă) (Tip: Așezare)                                              | sat Draxini, comuna Bălușeni           | La Cânepiște                                                           |                                                                     | A. Păunescu , P. Șadurschi, V. Chirica 1974       | 47°40′21″N 26°50′13″E / 47.67237°N 26.83682°E | Încărcați imagine | Raportați eroare |
| 37182.01.01 (Cod LMI: BT-I-m-B-01782.02)  | Situl arheologic de la Drăgușeni - Dealul Chițanca / ansamblu anonim (Categorie: locuire civilă) (Tip: Așezare)                                           | sat Drăgușeni, comuna Drăgușeni        | Dealul Chițanca                                                        | Noua aprox. 1500/1400-1150 ani                                      | N. Zaharia, Em. Zaharia și F. Aprotosoaie 1963    | 48°03′23″N 26°46′24″E / 48.05635°N 26.77346°E | Încărcați imagine | Raportați eroare |
| 37182.01.02 (Cod LMI: BT-I-m-B-01782.01)  | Situl arheologic de la Drăgușeni - Dealul Chițanca / ansamblu anonim (Categorie: locuire civilă) (Tip: Așezare)                                           | sat Drăgușeni, comuna Drăgușeni        | Dealul Chițanca                                                        | Sântana de Mureș - Cerneahov sec. IV - V                            | N. Zaharia, Em. Zaharia și F. Aprotosoaie 1963    | 48°03′23″N 26°46′24″E / 48.05635°N 26.77346°E | Încărcați imagine | Raportați eroare |
| 37182.02.01 (Cod LMI: BT-I-s-B-01783.02)  | Situl arheologic de la Drăgușeni - Ostrov / ansamblu anonim (Categorie: locuire civilă) (Tip: Așezare)                                                    | sat Drăgușeni, comuna Drăgușeni        | Ostrov                                                                 | Cucuteni - A4, A-B                                                  | Aristotel Crâșmaru 1962                           | 48°00′19″N 26°49′09″E / 48.0054°N 26.81929°E  | Încărcați imagine | Raportați eroare |
| 37182.02.02 (Cod LMI: BT-I-s-B-01783.02)  | Situl arheologic de la Drăgușeni - Ostrov / ansamblu anonim (Categorie: locuire civilă) (Tip: așezare deschisă)                                           | sat Drăgușeni, comuna Drăgușeni        | Ostrov                                                                 | Sântana de Mureș - Cerneahov sec. IV - V                            | Aristotel Crâșmaru 1962                           | 48°00′19″N 26°49′09″E / 48.0054°N 26.81929°E  | Încărcați imagine | Raportați eroare |
| 37182.02.023 (Cod LMI: BT-I-m-B-01783.01) | Situl arheologic de la Drăgușeni - Ostrov / ansamblu anonim (Categorie: locuire civilă) (Tip: Necropolă plană)                                            | sat Drăgușeni, comuna Drăgușeni        | Ostrov                                                                 | sarmatică sec. II-III                                               | Aristotel Crâșmaru 1962                           | 48°00′19″N 26°49′09″E / 48.0054°N 26.81929°E  | Încărcați imagine | Raportați eroare |
| 37404.01.01 (Cod LMI: BT-I-m-B-01784.03)  | Situl arheologic de la Dumeni -Tarlaua Vedeanu / ansamblu anonim (Categorie: locuire civilă) (Tip: Așezare)                                               | sat Dumeni, comuna George Enescu       | Tarlaua Vedeanu                                                        | Cucuteni - B                                                        | A. Păunescu, P. Șadurschi, V. Chirica 1975        | 48°00′37″N 26°33′16″E / 48.01019°N 26.55431°E | Încărcați imagine | Raportați eroare |
| 37404.01.02 (Cod LMI: BT-I-m-B-01784.02)  | Situl arheologic de la Dumeni -Tarlaua Vedeanu / ansamblu anonim (Categorie: locuire civilă) (Tip: Așezare)                                               | sat Dumeni, comuna George Enescu       | Tarlaua Vedeanu                                                        | Noua aprox. 1500/1400-1150 ani                                      | A. Păunescu, P. Șadurschi, V. Chirica 1975        | 48°00′37″N 26°33′16″E / 48.01019°N 26.55431°E | Încărcați imagine | Raportați eroare |
| 37404.01.03 (Cod LMI: BT-I-m-B-01784.01)  | Situl arheologic de la Dumeni -Tarlaua Vedeanu / ansamblu anonim (Categorie: locuire civilă) (Tip: Așezare)                                               | sat Dumeni, comuna George Enescu       | Tarlaua Vedeanu                                                        | Sântana de Mureș - Cerneahov sec. IV - V                            | A. Păunescu, P. Șadurschi, V. Chirica 1975        | 48°00′37″N 26°33′16″E / 48.01019°N 26.55431°E | Încărcați imagine | Raportați eroare |
| 37226.01.02 (Cod LMI: BT-I-m-B-01785)     | Situl arheologic de la Durnești - Hârtopul Mic / ansamblu anonim (Categorie: locuire civilă) (Tip: Așezare)                                               | sat Durnești, comuna Durnești          | Hârtopul Mic                                                           | Sântana de Mureș - Cerneahov sec. IV - V                            | A. Păunescu, P. Șadurschi, V. Chirica 1974        | 47°45′34″N 27°08′00″E / 47.75937°N 27.13332°E | Încărcați imagine | Raportați eroare |
| 37226.01.01 (Cod LMI: BT-I-m-B-01785)     | Situl arheologic de la Durnești - Hârtopul Mic / ansamblu anonim (Categorie: locuire civilă) (Tip: Așezare)                                               | sat Durnești, comuna Durnești          | Hârtopul Mic                                                           | Noua aprox. 1500/1400-1150 ani                                      | A. Păunescu, P. Șadurschi, V. Chirica 1974        | 47°45′34″N 27°08′00″E / 47.75937°N 27.13332°E | Încărcați imagine | Raportați eroare |
| 35955.01.01                               | Așezarea de tip Cucuteni de la Darabani - Dealul Țiganului / ansamblu anonim (Categorie: locuire civilă) (Tip: Așezare)                                   | oraș Darabani                          | Dealul Țiganului                                                       | Cucuteni aprox. 4.500- 3.500 ani                                    | înv. D. Jar 1973                                  | 48°10′56″N 26°34′05″E / 48.18222°N 26.5681°E  | Încărcați imagine | Raportați eroare |
| 35955.02.01                               | Situl arheologic de la Darabani-Dealul Țintei / ansamblu anonim (Categorie: locuire civilă) (Tip: Așezare)                                                | oraș Darabani                          | Dealul Țintei                                                          | Poienești-Lukașevka sec. II-I a. Chr                                | N. Zaharia 1957                                   | 48°10′31″N 26°35′25″E / 48.1754°N 26.59028°E  | Încărcați imagine | Raportați eroare |
| 35955.02.02                               | Situl arheologic de la Darabani-Dealul Țintei / ansamblu anonim (Categorie: locuire civilă) (Tip: Așezare)                                                | oraș Darabani                          | Dealul Țintei                                                          | Sântana de Mureș - Cerneahov sec. IV - V                            | N. Zaharia 1957                                   | 48°10′31″N 26°35′25″E / 48.1754°N 26.59028°E  | Încărcați imagine | Raportați eroare |
| 35955.02.03                               | Situl arheologic de la Darabani-Dealul Țintei / ansamblu anonim (Categorie: locuire civilă) (Tip: Așezare)                                                | oraș Darabani                          | Dealul Țintei                                                          | sec. XVII                                                           | N. Zaharia 1957                                   | 48°10′31″N 26°35′25″E / 48.1754°N 26.59028°E  | Încărcați imagine | Raportați eroare |
| 35955.02.04                               | Situl arheologic de la Darabani-Dealul Țintei / ansamblu anonim (Categorie: locuire civilă) (Tip: Așezare)                                                | oraș Darabani                          | Dealul Țintei                                                          | daci liberi sec. II - III                                           | N. Zaharia 1957                                   | 48°10′31″N 26°35′25″E / 48.1754°N 26.59028°E  | Încărcați imagine | Raportați eroare |
| 35955.03.01                               | Situl arheologic de la Darabani - Iazul Bălășescu / ansamblu anonim (Categorie: locuire civilă) (Tip: Așezare)                                            | oraș Darabani                          | Iazul Bălășescu                                                        |                                                                     | înv. D. Jar 1974                                  | 48°10′11″N 26°35′17″E / 48.16982°N 26.58813°E | Încărcați imagine | Raportați eroare |
| 35955.03.02                               | Situl arheologic de la Darabani - Iazul Bălășescu / ansamblu anonim (Categorie: locuire civilă) (Tip: Așezare)                                            | oraș Darabani                          | Iazul Bălășescu                                                        | Sântana de Mureș - Cerneahov sec. IV - V                            | înv. D. Jar 1974                                  | 48°10′11″N 26°35′17″E / 48.16982°N 26.58813°E | Încărcați imagine | Raportați eroare |
| 35955.03.03                               | Situl arheologic de la Darabani - Iazul Bălășescu / ansamblu anonim (Categorie: locuire civilă) (Tip: Așezare)                                            | oraș Darabani                          | Iazul Bălășescu                                                        | sec. XIV - XVII                                                     | înv. D. Jar 1974                                  | 48°10′11″N 26°35′17″E / 48.16982°N 26.58813°E | Încărcați imagine | Raportați eroare |
| 35955.03.04                               | Situl arheologic de la Darabani - Iazul Bălășescu / ansamblu anonim (Categorie: locuire civilă) (Tip: Așezare)                                            | oraș Darabani                          | Iazul Bălășescu                                                        |                                                                     | înv. D. Jar 1974                                  | 48°10′11″N 26°35′17″E / 48.16982°N 26.58813°E | Încărcați imagine | Raportați eroare |
| 35955.04.01                               | Situl arheologic de la Darabani - Lanul Mocăniței / ansamblu anonim (Categorie: locuire civilă) (Tip: Așezare)                                            | oraș Darabani                          | Lanul Mocăniței                                                        | Sântana de Mureș - Cerneahov sec. IV - V                            | înv. D. Jar 1974                                  | 48°10′51″N 26°37′03″E / 48.18097°N 26.6176°E  | Încărcați imagine | Raportați eroare |
| 35955.04.02                               | Situl arheologic de la Darabani - Lanul Mocăniței / ansamblu anonim (Categorie: locuire civilă) (Tip: Așezare)                                            | oraș Darabani                          | Lanul Mocăniței                                                        | sec. XV - XVI                                                       | înv. D. Jar 1974                                  | 48°10′51″N 26°37′03″E / 48.18097°N 26.6176°E  | Încărcați imagine | Raportați eroare |
| 35955.05.01                               | Situl arheologic de la Darabani-Iazul lui Cuzin / ansamblu anonim (Categorie: locuire civilă) (Tip: Așezare)                                              | oraș Darabani                          | Iazul lui Cuzin                                                        | Cucuteni                                                            | înv. D. Jar 1973                                  | 48°10′15″N 26°37′14″E / 48.17095°N 26.62042°E | Încărcați imagine | Raportați eroare |
| 35955.05.02                               | Situl arheologic de la Darabani-Iazul lui Cuzin / ansamblu anonim (Categorie: locuire civilă) (Tip: Așezare)                                              | oraș Darabani                          | Iazul lui Cuzin                                                        | Horodiștea-Gordinești aprox.3.500-2.500 ani                         | înv. D. Jar 1973                                  | 48°10′15″N 26°37′14″E / 48.17095°N 26.62042°E | Încărcați imagine | Raportați eroare |
| 35955.05.03                               | Situl arheologic de la Darabani-Iazul lui Cuzin / ansamblu anonim (Categorie: locuire civilă) (Tip: Așezare)                                              | oraș Darabani                          | Iazul lui Cuzin                                                        | Sântana de Mureș - Cerneahov sec. IV - V                            | înv. D. Jar 1973                                  | 48°10′15″N 26°37′14″E / 48.17095°N 26.62042°E | Încărcați imagine | Raportați eroare |
| 37066.01.01                               | Situl arheologic de la Dângeni-Vatra Satului / ansamblu anonim (Categorie: locuire civilă) (Tip: Necropolă plană)                                         | sat Dângeni, comuna Dângeni            | Vatra satului                                                          | Noua aprox. 1500/1400-1150 ani                                      | I. Ioniță 1960                                    | 47°51′40″N 26°57′56″E / 47.86105°N 26.96569°E | Încărcați imagine | Raportați eroare |
| 37066.01.02                               | Situl arheologic de la Dângeni-Vatra Satului / ansamblu anonim (Categorie: locuire civilă) (Tip: Necropolă plană)                                         | sat Dângeni, comuna Dângeni            | Vatra satului                                                          | sarmatică sec. II - III d.Hr.                                       | I. Ioniță 1960                                    | 47°51′40″N 26°57′56″E / 47.86105°N 26.96569°E | Încărcați imagine | Raportați eroare |
| 37066.01.03                               | Situl arheologic de la Dângeni-Vatra Satului / ansamblu anonim (Categorie: locuire civilă) (Tip: Așezare deschisă)                                        | sat Dângeni, comuna Dângeni            | Vatra satului                                                          | Sântana de Mureș - Cerneahov sec. IV - V                            | I. Ioniță 1960                                    | 47°51′40″N 26°57′56″E / 47.86105°N 26.96569°E | Încărcați imagine | Raportați eroare |
| 37020.02.01                               | Așezarea fortificată medievală de la Dersca-La Pisc / ansamblu anonim (Categorie: fortificație) (Tip: Așezare fortificată)                                | sat Dersca, comuna Dersca              | La Pisc                                                                | Dridu sec. IX-XI                                                    | D. Teodor 1971                                    | 48°00′35″N 26°13′11″E / 48.00965°N 26.21979°E | Încărcați imagine | Raportați eroare |
| 37119.01.01                               | Situl arheologic de la Dobârceni-Dealul Viei / ansamblu anonim (Categorie: locuire civilă) (Tip: Așezare)                                                 | sat Dobârceni, comuna Dobârceni        | Dealul Viei                                                            | Cucuteni - A                                                        | prof. Stelian Teodorescu 1974                     | 47°49′48″N 27°04′18″E / 47.83002°N 27.07177°E | Încărcați imagine | Raportați eroare |
| 37119.01.02                               | Situl arheologic de la Dobârceni-Dealul Viei / ansamblu anonim (Categorie: locuire civilă) (Tip: Așezare)                                                 | sat Dobârceni, comuna Dobârceni        | Dealul Viei                                                            | Noua aprox. 1500/1400-1150 ani                                      | prof. Stelian Teodorescu 1974                     | 47°49′48″N 27°04′18″E / 47.83002°N 27.07177°E | Încărcați imagine | Raportați eroare |
| 37119.01.04                               | Situl arheologic de la Dobârceni-Dealul Viei / ansamblu anonim (Categorie: locuire civilă) (Tip: Așezare)                                                 | sat Dobârceni, comuna Dobârceni        | Dealul Viei                                                            | Sântana de Mureș - Cerneahov sec. IV - V                            | prof. Stelian Teodorescu 1974                     | 47°49′48″N 27°04′18″E / 47.83002°N 27.07177°E | Încărcați imagine | Raportați eroare |
| 37119.01.03                               | Situl arheologic de la Dobârceni-Dealul Viei / ansamblu anonim (Categorie: locuire civilă) (Tip: așezare)                                                 | sat Dobârceni, comuna Dobârceni        | Dealul Viei                                                            |                                                                     | prof. Stelian Teodorescu 1974                     | 47°49′48″N 27°04′18″E / 47.83002°N 27.07177°E | Încărcați imagine | Raportați eroare |
| 37182.03.01                               | Așezarea din epoca migrațiilor de la Drăgușeni - marginea de vest a satului / ansamblu anonim (Categorie: locuire civilă) (Tip: Așezare)                  | sat Drăgușeni, comuna Drăgușeni        | Marginea de vest a satului                                             | Sântana de Mureș - Cerneahov sec. IV - V                            | Aristotel Crâșmaru 1972                           | 48°01′31″N 26°47′28″E / 48.02539°N 26.79124°E | Încărcați imagine | Raportați eroare |
| 37182.04                                  | Așezarea cucuteniană de la Drăgușeni - La vie / ansamblu anonim (Categorie: locuire civilă) (Tip: Așezare)                                                | sat Drăgușeni, comuna Drăgușeni        | La vie                                                                 | Cucuteni - A-B                                                      | Aristotel Crâșmaru 1973                           | 48°03′22″N 26°49′40″E / 48.05611°N 26.82784°E | Încărcați imagine | Raportați eroare |
| 38946.01.01                               | Situl arheologic de la Durnești - În Deal la Popescu / ansamblu anonim (Categorie: locuire civilă) (Tip: Așezare)                                         | sat Durnești, comuna Durnești          | În Deal la Popescu                                                     | Cucuteni - A                                                        | A. Păunescu, P. Șadurschi, V. Chirica 1974        | 47°45′37″N 27°07′31″E / 47.7602°N 27.12538°E  | Încărcați imagine | Raportați eroare |
| 38946.01.02                               | Situl arheologic de la Durnești - În Deal la Popescu / ansamblu anonim (Categorie: locuire civilă) (Tip: Așezare)                                         | sat Durnești, comuna Durnești          | În Deal la Popescu                                                     |                                                                     | A. Păunescu, P. Șadurschi, V. Chirica 1974        | 47°45′37″N 27°07′31″E / 47.7602°N 27.12538°E  | Încărcați imagine | Raportați eroare |
| 37226.03.01                               | Situl arheologic de la Durnești - Cotu Morii / ansamblu anonim (Categorie: locuire civilă) (Tip: Așezare)                                                 | sat Durnești, comuna Durnești          | Cotu Morii                                                             | Cucuteni - A                                                        | A. Păunescu, P. Șadurschi, V. Chirica 1974        | 47°43′02″N 27°07′09″E / 47.71734°N 27.11916°E | Încărcați imagine | Raportați eroare |
| 37226.03.02                               | Situl arheologic de la Durnești - Cotu Morii / ansamblu anonim (Categorie: locuire civilă) (Tip: Așezare)                                                 | sat Durnești, comuna Durnești          | Cotu Morii                                                             | Sântana de Mureș - Cerneahov sec. IV - V                            | A. Păunescu, P. Șadurschi, V. Chirica 1974        | 47°43′02″N 27°07′09″E / 47.71734°N 27.11916°E | Încărcați imagine | Raportați eroare |
| 37404.02.01                               | Așezarea din epoca migrațiilor de la Dumeni - Dealul Coșarelor / ansamblu anonim (Categorie: locuire civilă) (Tip: Așezare)                               | sat Dumeni, comuna George Enescu       | Dealul Coșarelor                                                       | Sântana de Mureș - Cerneahov sec. IV - V                            | A. Păunescu, P. Șadurschi, V. Chirica 1975        | 47°59′47″N 26°32′56″E / 47.99644°N 26.54886°E | Încărcați imagine | Raportați eroare |
| 37404.03.01                               | Situl arheologic de la Dumeni - Țarna din Vale / ansamblu anonim (Categorie: locuire civilă) (Tip: Așezare)                                               | sat Dumeni, comuna George Enescu       | Țarna din Vale                                                         | Cucuteni - A-B                                                      | A. Păunescu, P. Șadurschi, V. Chirica 1975        | 48°01′04″N 26°32′02″E / 48.01773°N 26.53382°E | Încărcați imagine | Raportați eroare |
| 37404.03.02                               | Situl arheologic de la Dumeni - Țarna din Vale / ansamblu anonim (Categorie: locuire civilă) (Tip: Așezare)                                               | sat Dumeni, comuna George Enescu       | Țarna din Vale                                                         | Noua aprox. 1500/1400-1150 ani                                      | A. Păunescu, P. Șadurschi, V. Chirica 1975        | 48°01′04″N 26°32′02″E / 48.01773°N 26.53382°E | Încărcați imagine | Raportați eroare |
| 37404.03.03                               | Situl arheologic de la Dumeni - Țarna din Vale / ansamblu anonim (Categorie: locuire civilă) (Tip: așezare)                                               | sat Dumeni, comuna George Enescu       | Țarna din Vale                                                         | Sântana de Mureș - Cerneahov sec. IV-V                              | A. Păunescu, P. Șadurschi, V. Chirica 1975        | 48°01′04″N 26°32′02″E / 48.01773°N 26.53382°E | Încărcați imagine | Raportați eroare |
| 38697.01.01                               | Situl arheologic de la Doina - Valea Doinei / ansamblu anonim (Categorie: locuire civilă) (Tip: Așezare deschisă)                                         | sat Doina, comuna Răușeni              | Valea Doinei                                                           | Starčevo-Criș aprox. 6.500-5.500 ani                                | I. Ioniță 1953                                    | 47°32′01″N 27°10′31″E / 47.53373°N 27.17535°E | Încărcați imagine | Raportați eroare |
| 38697.01.02                               | Situl arheologic de la Doina - Valea Doinei / ansamblu anonim (Categorie: locuire civilă) (Tip: Așezare)                                                  | sat Doina, comuna Răușeni              | Valea Doinei                                                           | Ceramicii liniare cu capete de note muzicale aprox. 5.500-5.000 ani | I. Ioniță 1953                                    | 47°32′01″N 27°10′31″E / 47.53373°N 27.17535°E | Încărcați imagine | Raportați eroare |
| 38697.01.03                               | Situl arheologic de la Doina - Valea Doinei / ansamblu anonim (Categorie: locuire civilă) (Tip: Așezare)                                                  | sat Doina, comuna Răușeni              | Valea Doinei                                                           | Cucuteni - A, B                                                     | I. Ioniță 1953                                    | 47°32′01″N 27°10′31″E / 47.53373°N 27.17535°E | Încărcați imagine | Raportați eroare |
| 38697.01.04                               | Situl arheologic de la Doina - Valea Doinei / ansamblu anonim (Categorie: locuire civilă) (Tip: Așezare)                                                  | sat Doina, comuna Răușeni              | Valea Doinei                                                           | Noua aprox. 1500/1400-1150 ani                                      | I. Ioniță 1953                                    | 47°32′01″N 27°10′31″E / 47.53373°N 27.17535°E | Încărcați imagine | Raportați eroare |
| 38697.01.06                               | Situl arheologic de la Doina - Valea Doinei / ansamblu anonim (Categorie: locuire civilă) (Tip: Așezare)                                                  | sat Doina, comuna Răușeni              | Valea Doinei                                                           | sec. IV - V                                                         | I. Ioniță 1953                                    | 47°32′01″N 27°10′31″E / 47.53373°N 27.17535°E | Încărcați imagine | Raportați eroare |
| 38697.01.05                               | Situl arheologic de la Doina - Valea Doinei / ansamblu anonim (Categorie: locuire civilă) (Tip: Așezare)                                                  | sat Doina, comuna Răușeni              | Valea Doinei                                                           | Corlăteni-Chișinău aprox. 1.200-800 ani                             | I. Ioniță 1953                                    | 47°32′01″N 27°10′31″E / 47.53373°N 27.17535°E | Încărcați imagine | Raportați eroare |
| 39364.01.01                               | Așezarea Cucuteni de la Drislea-Dealul Frăsineilor / ansamblu anonim (Categorie: locuire civilă) (Tip: Așezare deschisă)                                  | sat Drislea, comuna Trușești           | Dealul Frăsineilor                                                     | Cucuteni - A și B                                                   | M. Petrescu-Dîmbovița și colab. 1955              | 47°45′43″N 26°59′05″E / 47.76207°N 26.98477°E | Încărcați imagine | Raportați eroare |
| 39364.02.01                               | Situl arheologic de la Drislea - În Siliște / ansamblu anonim (Categorie: locuire) (Tip: Așezare deschisă)                                                | sat Drislea, comuna Trușești           | În Siliște                                                             | Noua aprox. 1500/1400-1150 ani                                      | N. Zaharia 1956                                   | 47°45′55″N 26°58′03″E / 47.76518°N 26.96748°E | Încărcați imagine | Raportați eroare |
| 39364.02.02                               | Situl arheologic de la Drislea - În Siliște / ansamblu anonim (Categorie: locuire) (Tip: Așezare deschisă)                                                | sat Drislea, comuna Trușești           | În Siliște                                                             | sec. XVI - XVII                                                     | N. Zaharia 1956                                   | 47°45′55″N 26°58′03″E / 47.76518°N 26.96748°E | Încărcați imagine | Raportați eroare |
| 36355.02.02                               | Situl arheologic de la Draxini-Valea Bisericii / ansamblu anonim (Categorie: locuire civilă) (Tip: Așezare)                                               | sat Draxini, comuna Bălușeni           | Valea Bisericii                                                        | Cucuteni aprox. 4.500- 3.500 ani                                    | Simion Rață 1963                                  | 47°39′45″N 26°50′02″E / 47.66241°N 26.83386°E | Încărcați imagine | Raportați eroare |
| 36355.02.03                               | Situl arheologic de la Draxini-Valea Bisericii / ansamblu anonim (Categorie: locuire civilă) (Tip: Așezare)                                               | sat Draxini, comuna Bălușeni           | Valea Bisericii                                                        | Sântana de Mureș - Cerneahov sec. IV - V                            | Simion Rață 1963                                  | 47°39′45″N 26°50′02″E / 47.66241°N 26.83386°E | Încărcați imagine | Raportați eroare |
| 36355.02.04                               | Situl arheologic de la Draxini-Valea Bisericii / ansamblu anonim (Categorie: locuire civilă) (Tip: Așezare)                                               | sat Draxini, comuna Bălușeni           | Valea Bisericii                                                        | Suceava-Șipot-Botoșana sec. VI - VII                                | Simion Rață 1963                                  | 47°39′45″N 26°50′02″E / 47.66241°N 26.83386°E | Încărcați imagine | Raportați eroare |
| 36355.02.01                               | Situl arheologic de la Draxini-Valea Bisericii / ansamblu anonim (Categorie: locuire civilă) (Tip: așezare)                                               | sat Draxini, comuna Bălușeni           | Valea Bisericii                                                        |                                                                     | Simion Rață 1963                                  | 47°39′45″N 26°50′02″E / 47.66241°N 26.83386°E | Încărcați imagine | Raportați eroare |
| 36355.04.01                               | Situl arheologic de la Draxini-Vatra satului / ansamblu anonim (Categorie: locuire civilă) (Tip: Așezare)                                                 | sat Draxini, comuna Bălușeni           | Vatra satului                                                          | Noua aprox. 1500/1400-1150 ani                                      | prof. Iacob Ioan 1974                             | 47°39′23″N 26°49′09″E / 47.65638°N 26.81929°E | Încărcați imagine | Raportați eroare |
| 36355.04.02                               | Situl arheologic de la Draxini-Vatra satului / ansamblu anonim (Categorie: locuire civilă) (Tip: Așezare)                                                 | sat Draxini, comuna Bălușeni           | Vatra satului                                                          | Lozna-Borniș sec. VI-VII                                            | prof. Iacob Ioan 1974                             | 47°39′23″N 26°49′09″E / 47.65638°N 26.81929°E | Încărcați imagine | Raportați eroare |
| 36355.04.03                               | Situl arheologic de la Draxini-Vatra satului / ansamblu anonim (Categorie: locuire civilă) (Tip: Așezare)                                                 | sat Draxini, comuna Bălușeni           | Vatra satului                                                          |                                                                     | prof. Iacob Ioan 1974                             | 47°39′23″N 26°49′09″E / 47.65638°N 26.81929°E | Încărcați imagine | Raportați eroare |
| 36989.03.01                               | Movila de la Dragalina-în marginea de NV a satului / ansamblu anonim (Categorie: descoperire funerară) (Tip: movila)                                      | sat Dragalina, comuna Cristinești      | Movila Nord-Vest                                                       |                                                                     | A. Păunescu, P. Șadurschi, V. Chirica 1973        | 48°03′30″N 26°26′49″E / 48.0582°N 26.44701°E  | Încărcați imagine | Raportați eroare |
| 37066.02.01                               | Situl arheologic de la Dângeni - Dealul Viei / ansamblu anonim (Categorie: locuire civilă) (Tip: Așezare)                                                 | sat Dângeni, comuna Dângeni            | Dealul Viei                                                            | Cucuteni aprox. 4.500- 3.500 ani                                    | A. Păunescu, P. Șadurschi, V. Chirica 1974        | 47°50′22″N 26°59′17″E / 47.83946°N 26.98807°E | Încărcați imagine | Raportați eroare |
| 37066.02.02                               | Situl arheologic de la Dângeni - Dealul Viei / ansamblu anonim (Categorie: locuire civilă) (Tip: Așezare)                                                 | sat Dângeni, comuna Dângeni            | Dealul Viei                                                            | sec. XVIII                                                          | A. Păunescu, P. Șadurschi, V. Chirica 1974        | 47°50′22″N 26°59′17″E / 47.83946°N 26.98807°E | Încărcați imagine | Raportați eroare |
| 37020.03.01                               | Așezarea medievală de la Dersca - La Săliștea Veche / ansamblu anonim (Categorie: locuire civilă) (Tip: Așezare)                                          | sat Dersca, comuna Dersca              | La Săliștea Veche                                                      |                                                                     | 1908 1870                                         | 47°59′06″N 26°13′56″E / 47.98497°N 26.23231°E | Încărcați imagine | Raportați eroare |
| 37020.04.01                               | Așezarea Cucuteni de la Dersca-Coasta Piscului / ansamblu anonim (Categorie: locuire civilă) (Tip: Așezare)                                               | sat Dersca, comuna Dersca              | Coasta Piscului                                                        | Cucuteni aprox. 4.500- 3.500 ani                                    | D. Teodor 1973                                    | 48°00′20″N 26°13′28″E / 48.0056°N 26.2244°E   | Încărcați imagine | Raportați eroare |
| 37020.05.01                               | Situl arheologic de la Dersca-Strejanca / ansamblu anonim (Categorie: locuire civilă) (Tip: Așezare deschisă)                                             | sat Dersca, comuna Dersca              | Strejanca                                                              | getică                                                              | D. Teodor 1973                                    | 48°00′26″N 26°13′42″E / 48.00715°N 26.22842°E | Încărcați imagine | Raportați eroare |
| 37020.05.02                               | Situl arheologic de la Dersca-Strejanca / ansamblu anonim (Categorie: locuire civilă) (Tip: Așezare deschisă)                                             | sat Dersca, comuna Dersca              | Strejanca                                                              | Dridu sec. IX-XI                                                    | D. Teodor 1973                                    | 48°00′26″N 26°13′42″E / 48.00715°N 26.22842°E | Încărcați imagine | Raportați eroare |
| 37020.06.01                               | Situl arheologic de la Dersca-La Prisacă / ansamblu anonim (Categorie: locuire civilă) (Tip: Așezare deschisă)                                            | sat Dersca, comuna Dersca              | La Prisacă                                                             | Cucuteni aprox. 4.500- 3.500 ani                                    | A. Păunescu, P. Șadurschi, V. Chirica 1974        | 47°59′19″N 26°15′07″E / 47.98859°N 26.25182°E | Încărcați imagine | Raportați eroare |
| 37020.06.02                               | Situl arheologic de la Dersca-La Prisacă / ansamblu anonim (Categorie: locuire civilă) (Tip: Așezare deschisă)                                            | sat Dersca, comuna Dersca              | La Prisacă                                                             | Dridu sec. IX-XI                                                    | A. Păunescu, P. Șadurschi, V. Chirica 1974        | 47°59′19″N 26°15′07″E / 47.98859°N 26.25182°E | Încărcați imagine | Raportați eroare |
| 37020.08.01                               | Movila I de la Dersca-Dealu Breaz / ansamblu anonim (Categorie: descoperire funerară) (Tip: Tumul)                                                        | sat Dersca, comuna Dersca              | Dealu Breaz                                                            |                                                                     | O.L. Șovan 2009                                   | 47°58′47″N 26°12′41″E / 47.97981°N 26.21128°E | Încărcați imagine | Raportați eroare |
| 36701.02.01                               | Situl arheologic de la Dimăcheni - Dealul Viei / ansamblu anonim (Categorie: locuire civilă) (Tip: Așezare)                                               | sat Dimăcheni, comuna Dimăcheni        | Dealul Viei                                                            | Cucuteni - A-B                                                      | I. Nestor și colab. 1950                          | 47°55′08″N 26°33′44″E / 47.9188°N 26.56227°E  | Încărcați imagine | Raportați eroare |
| 36701.03.01                               | Așezarea din epoca migrațiilor de la Dimăcheni-Vatra satului / ansamblu anonim (Categorie: locuire civilă) (Tip: Așezare)                                 | sat Dimăcheni, comuna Dimăcheni        | Vatra satului                                                          | Sântana de Mureș - Cerneahov sec. IV - V                            | N. Zaharia 1957                                   | 47°54′38″N 26°32′53″E / 47.91057°N 26.54793°E | Încărcați imagine | Raportați eroare |
| 36701.04.01                               | Situl arheologic de la Dimăcheni-La Biserică / ansamblu anonim (Categorie: locuire civilă) (Tip: Așezare)                                                 | sat Dimăcheni, comuna Dimăcheni        | La Biserică                                                            | Cucuteni - A-B și B                                                 | I. Nestor și colab. 1952                          | 47°54′51″N 26°32′57″E / 47.91422°N 26.54929°E | Încărcați imagine | Raportați eroare |
| 36701.04.02                               | Situl arheologic de la Dimăcheni-La Biserică / ansamblu anonim (Categorie: locuire civilă) (Tip: Așezare)                                                 | sat Dimăcheni, comuna Dimăcheni        | La Biserică                                                            | Noua aprox. 1500/1400-1150 ani                                      | I. Nestor și colab. 1952                          | 47°54′51″N 26°32′57″E / 47.91422°N 26.54929°E | Încărcați imagine | Raportați eroare |
| 36701.04.03                               | Situl arheologic de la Dimăcheni-La Biserică / ansamblu anonim (Categorie: locuire civilă) (Tip: Așezare)                                                 | sat Dimăcheni, comuna Dimăcheni        | La Biserică                                                            | Sântana de Mureș - Cerneahov sec. IV - V                            | I. Nestor și colab. 1952                          | 47°54′51″N 26°32′57″E / 47.91422°N 26.54929°E | Încărcați imagine | Raportați eroare |
| 36701.04.04                               | Situl arheologic de la Dimăcheni-La Biserică / ansamblu anonim (Categorie: locuire civilă) (Tip: Așezare)                                                 | sat Dimăcheni, comuna Dimăcheni        | La Biserică                                                            |                                                                     | I. Nestor și colab. 1952                          | 47°54′51″N 26°32′57″E / 47.91422°N 26.54929°E | Încărcați imagine | Raportați eroare |
| 36701.04.05                               | Situl arheologic de la Dimăcheni-La Biserică / ansamblu anonim (Categorie: locuire civilă) (Tip: Necropolă plană)                                         | sat Dimăcheni, comuna Dimăcheni        | La Biserică                                                            |                                                                     | I. Nestor și colab. 1952                          | 47°54′51″N 26°32′57″E / 47.91422°N 26.54929°E | Încărcați imagine | Raportați eroare |
| 36701.06.01                               | Așezarea medievală de la Dimăcheni-Șesul Verghii / ansamblu anonim (Categorie: locuire civilă) (Tip: Așezare)                                             | sat Dimăcheni, comuna Dimăcheni        | Șesul Verghieii                                                        |                                                                     | D. Tudor și colab, 1950                           | 47°55′14″N 26°31′31″E / 47.92063°N 26.52532°E | Încărcați imagine | Raportați eroare |
| 36701.05.01                               | Movila Borțoasă de la Dimăcheni / ansamblu anonim (Categorie: descoperire funerară) (Tip: movila)                                                         | sat Dimăcheni, comuna Dimăcheni        | Movila Borțoasă                                                        |                                                                     | N. Filipescu-Dubău 1891                           | 47°54′45″N 26°31′18″E / 47.91252°N 26.52166°E | Încărcați imagine | Raportați eroare |
| 37119.02.01                               | Așezarea Cucuteni de la Dobârceni-La Hâlboci / ansamblu anonim (Categorie: locuire civilă) (Tip: Așezare)                                                 | sat Dobârceni, comuna Dobârceni        | La Hâlboci                                                             | Cucuteni aprox. 4.500- 3.500 ani                                    | Gh. Vasiliu 1959                                  | 47°48′59″N 27°04′43″E / 47.81645°N 27.07872°E | Încărcați imagine | Raportați eroare |
| 37119.03.01                               | Așezarea medievală târzie de la Dobârceni-Dealul Vălmășiei / ansamblu anonim (Categorie: locuire civilă) (Tip: Așezare deschisă)                          | sat Dobârceni, comuna Dobârceni        | Dealul Vălmășiei                                                       |                                                                     | prof. Stelian Teodorescu 1974                     | 47°49′36″N 27°05′14″E / 47.82666°N 27.08733°E | Încărcați imagine | Raportați eroare |
| 37119.03.02                               | Așezarea medievală târzie de la Dobârceni-Dealul Vălmășiei / ansamblu anonim (Categorie: locuire civilă) (Tip: Așezare)                                   | sat Dobârceni, comuna Dobârceni        | Dealul Vălmășiei                                                       | sec. XVII - XVIII                                                   | prof. Stelian Teodorescu 1974                     | 47°49′36″N 27°05′14″E / 47.82666°N 27.08733°E | Încărcați imagine | Raportați eroare |
| 37182.05.01                               | Movila de la Drăgușeni - din Dealul Scutari / ansamblu anonim (Categorie: descoperire funerară) (Tip: Movilă)                                             | sat Drăgușeni, comuna Drăgușeni        | Dealul Scutari                                                         |                                                                     | A. Păunescu, P. Șadurschi, V. Chirica 1973 - 1975 | 48°03′13″N 26°46′12″E / 48.05352°N 26.76996°E | Încărcați imagine | Raportați eroare |
| 37182.06.01                               | Așezarea Cucuteni de la Drăgușeni - La Moară / ansamblu anonim (Categorie: locuire civilă) (Tip: Așezare)                                                 | sat Drăgușeni, comuna Drăgușeni        | La Moară                                                               | Cucuteni - A-B                                                      | Aristotel Crâșmaru 1973                           | 48°01′50″N 26°47′39″E / 48.03056°N 26.79426°E | Încărcați imagine | Raportați eroare |
| 37182.19.01                               | Așezarea Cucuteni de la Drăgușeni - La Movila din Sărături / ansamblu anonim (Categorie: locuire civilă) (Tip: Așezare)                                   | sat Drăgușeni, comuna Drăgușeni        | La Movila din Sărături                                                 | Cucuteni - A-B                                                      | Aristotel Crâșmaru 1973                           | 48°03′52″N 26°46′54″E / 48.06453°N 26.78177°E | Încărcați imagine | Raportați eroare |
| 37182.07.01                               | Așezarea Cucuteni de la Drăgușeni - La Căldare / ansamblu anonim (Categorie: locuire civilă) (Tip: Așezare)                                               | sat Drăgușeni, comuna Drăgușeni        | La Căldare                                                             | Cucuteni - A-B                                                      | Aristotel Crâșmaru 1973                           | 48°02′57″N 26°46′15″E / 48.04915°N 26.77074°E | Încărcați imagine | Raportați eroare |
| 37182.08.01                               | Așezarea Cucuteni de la Drăgușeni - În Deal la Lutărie / ansamblu anonim (Categorie: locuire civilă) (Tip: Așezare)                                       | sat Drăgușeni, comuna Drăgușeni        | În Deal la Lutărie                                                     | Cucuteni - A4                                                       | Aristotel Crâșmaru 1961                           | 48°00′19″N 26°48′19″E / 48.00529°N 26.80523°E | Încărcați imagine | Raportați eroare |
| 37182.09.01                               | Situl arheologic de la Drăgușeni - La Ocoale / ansamblu anonim (Categorie: locuire civilă) (Tip: Așezare)                                                 | sat Drăgușeni, comuna Drăgușeni        | La Ocoale                                                              | Cucuteni - A-B                                                      | N. Zaharia, Em. Zaharia și F. Aprotosoaie 1963    | 48°03′02″N 26°47′06″E / 48.05052°N 26.78499°E | Încărcați imagine | Raportați eroare |
| 37182.09.02                               | Situl arheologic de la Drăgușeni - La Ocoale / ansamblu anonim (Categorie: locuire civilă) (Tip: așezare deschisă)                                        | sat Drăgușeni, comuna Drăgușeni        | La Ocoale                                                              | Sântana de Mureș - Cerneahov sec. IV - V                            | N. Zaharia, Em. Zaharia și F. Aprotosoaie 1963    | 48°03′02″N 26°47′06″E / 48.05052°N 26.78499°E | Încărcați imagine | Raportați eroare |
| 37182.09.03                               | Situl arheologic de la Drăgușeni - La Ocoale / ansamblu anonim (Categorie: locuire civilă) (Tip: necropola)                                               | sat Drăgușeni, comuna Drăgușeni        | La Ocoale                                                              | sarmatică sec. II - III                                             | N. Zaharia, Em. Zaharia și F. Aprotosoaie 1963    | 48°03′02″N 26°47′06″E / 48.05052°N 26.78499°E | Încărcați imagine | Raportați eroare |
| 37182.11.01                               | Movila Cumpenei II de la Drăgușeni / ansamblu anonim (Categorie: descoperire funerară) (Tip: Tumul)                                                       | sat Drăgușeni, comuna Drăgușeni        | Movila Cumpenei II                                                     |                                                                     | A. Păunescu, P. Șadurschi, V. Chirica 1973 - 1975 | 48°02′36″N 26°48′54″E / 48.04333°N 26.81489°E | Încărcați imagine | Raportați eroare |
| 37226.04.01                               | Movila La Pietroi de la Durnești / ansamblu anonim (Categorie: descoperire funerară) (Tip: Movilă)                                                        | sat Durnești, comuna Durnești          | Movila La Pietroi                                                      |                                                                     | O.L. Șovan 2009                                   | 47°43′58″N 27°08′02″E / 47.7328°N 27.13402°E  | Încărcați imagine | Raportați eroare |
| 37404.05.01                               | Movila din Dealul Cracalia I de la Dumeni / ansamblu anonim (Categorie: descoperire funerară) (Tip: Movilă)                                               | sat Dumeni, comuna George Enescu       | Movila din Dealul Cracalia I                                           |                                                                     | O. L. Șovan 2009                                  | 48°01′41″N 26°31′55″E / 48.02819°N 26.53195°E | Încărcați imagine | Raportați eroare |
| 37404.06.01                               | Așezarea de epocă medievală de la Dumeni - La Cihir / ansamblu anonim (Categorie: locuire civilă) (Tip: Așezare)                                          | sat Dumeni, comuna George Enescu       | La Cihir                                                               | sec. XVII - XVIII                                                   | înv. Mircea Dupir 1975                            | 48°00′53″N 26°30′39″E / 48.0147°N 26.51076°E  | Încărcați imagine | Raportați eroare |
| 37841.01.01                               | Movila Dumbrăvița de la Dumbrăvița / ansamblu anonim (Categorie: descoperire funerară) (Tip: Tumul)                                                       | sat Dumbrăvița, comuna Ibănești        | Movila Dumbrăvița                                                      |                                                                     | A. Păunescu, P. Șadurschi, V. Chirica 1973        | 48°00′38″N 26°25′21″E / 48.01044°N 26.42257°E | Încărcați imagine | Raportați eroare |
| 37896.01.01                               | Movila din Dealul Bajoreanu de la Dolina / ansamblu anonim (Categorie: descoperire funerară) (Tip: Tumul)                                                 | sat Dolina, comuna Leorda              | Movila din Dealul Bajoreanu                                            |                                                                     | O.L.Șovan 2009                                    | 47°50′14″N 26°29′04″E / 47.8372°N 26.48446°E  | Încărcați imagine | Raportați eroare |
| 36248.02.01                               | Movilă funerară la Dimitrie Cantemir-Dealul Ponori I / ansamblu anonim (Categorie: descoperire funerară) (Tip: Tumul)                                     | sat Dimitrie Cantemir, comuna Avrămeni | Dealul Ponori I                                                        |                                                                     | A. Păunescu, P. Șadurschi, V. Chirica 1974        | 48°02′53″N 26°59′20″E / 48.04799°N 26.98902°E | Încărcați imagine | Raportați eroare |
| 36989.05.01                               | Movila de la Dragalina - Balta Uriași I / ansamblu anonim (Categorie: descoperire funerară) (Tip: movila)                                                 | sat Dragalina, comuna Cristinești      | Balta Uriași I                                                         |                                                                     | A. Păunescu, P. Șadurschi, V. Chirica 1973        | 48°04′14″N 26°26′43″E / 48.07064°N 26.44524°E | Încărcați imagine | Raportați eroare |
| 36989.06.01                               | Movila de la Dragalina-Balta Uriași II / ansamblu anonim (Categorie: descoperire funerară) (Tip: movila)                                                  | sat Dragalina, comuna Cristinești      | Balta Uriași II                                                        |                                                                     | A. Păunescu, P. Șadurschi, V. Chirica 1973        | 48°04′20″N 26°26′37″E / 48.07219°N 26.44354°E | Încărcați imagine | Raportați eroare |
| 37182.12.01                               | Movila Cumpenei III de la Drăgușeni / ansamblu anonim (Categorie: descoperire funerară) (Tip: Tumul)                                                      | sat Drăgușeni, comuna Drăgușeni        | Movila Cumpenei III                                                    |                                                                     | A. Păunescu, P. Șadurschi, V. Chirica 1973 - 1975 | 48°02′42″N 26°48′47″E / 48.04489°N 26.81308°E | Încărcați imagine | Raportați eroare |
| 37182.13.01                               | Movila Drăgușeni de la Drăgușeni / ansamblu anonim (Categorie: descoperire funerară) (Tip: Tumul)                                                         | sat Drăgușeni, comuna Drăgușeni        | Movila Drăgușeni                                                       |                                                                     | A. Păunescu, P. Șadurschi, V. Chirica 1973-1975   | 48°01′21″N 26°48′10″E / 48.0224°N 26.80288°E  | Încărcați imagine | Raportați eroare |
| 37182.14.01                               | Movila de la Drăgușeni - Amanci / ansamblu anonim (Categorie: descoperire funerară) (Tip: Tumul)                                                          | sat Drăgușeni, comuna Drăgușeni        | Amanci                                                                 |                                                                     | A. Crâșmaru 1974                                  | 48°01′59″N 26°47′52″E / 48.03306°N 26.79774°E | Încărcați imagine | Raportați eroare |
| 37182.15.01                               | Movila Steagului de la Drăgușeni / ansamblu anonim (Categorie: descoperire funerară) (Tip: Tumul)                                                         | sat Drăgușeni, comuna Drăgușeni        | Movila Steagului                                                       |                                                                     | O. L. Șovan 2009                                  | 48°01′48″N 26°51′14″E / 48.02996°N 26.85396°E | Încărcați imagine | Raportați eroare |
| 37182.10.01                               | Movila Cumpenei I de la Drăgușeni / ansamblu anonim (Categorie: descoperire funerară) (Tip: Tumul)                                                        | sat Drăgușeni, comuna Drăgușeni        | Movila Cumpenei I                                                      |                                                                     | A. Păunescu, P. Șadurschi, V. Chirica 1973 - 1975 | 48°02′47″N 26°48′44″E / 48.04632°N 26.81224°E | Încărcați imagine | Raportați eroare |
| 37404.04.01                               | Situl arheologic de la Dumeni - Dealul Coropcaru / ansamblu anonim (Categorie: locuire) (Tip: eașezare)                                                   | sat Dumeni, comuna George Enescu       | Dealul Coropcaru                                                       | Precututeni aprox. 5.000-4500 ani                                   | 2001                                              | 48°00′29″N 26°31′10″E / 48.00803°N 26.51933°E | Încărcați imagine | Raportați eroare |
| 37404.04.02                               | Situl arheologic de la Dumeni - Dealul Coropcaru / ansamblu anonim (Categorie: locuire) (Tip: așezare)                                                    | sat Dumeni, comuna George Enescu       | Dealul Coropcaru                                                       | Cucuteni - B                                                        | 2001                                              | 48°00′29″N 26°31′10″E / 48.00803°N 26.51933°E | Încărcați imagine | Raportați eroare |
| 37404.04.03                               | Situl arheologic de la Dumeni - Dealul Coropcaru / ansamblu anonim (Categorie: locuire) (Tip: așezare)                                                    | sat Dumeni, comuna George Enescu       | Dealul Coropcaru                                                       |                                                                     | 2001                                              | 48°00′29″N 26°31′10″E / 48.00803°N 26.51933°E | Încărcați imagine | Raportați eroare |
| 37404.04.04                               | Situl arheologic de la Dumeni - Dealul Coropcaru / ansamblu anonim (Categorie: locuire) (Tip: așezare)                                                    | sat Dumeni, comuna George Enescu       | Dealul Coropcaru                                                       | Sântana de Mureș - Cerneahov sec. IV-V                              | 2001                                              | 48°00′29″N 26°31′10″E / 48.00803°N 26.51933°E | Încărcați imagine | Raportați eroare |
| 37404.04.05                               | Situl arheologic de la Dumeni - Dealul Coropcaru / ansamblu anonim (Categorie: locuire) (Tip: așezare)                                                    | sat Dumeni, comuna George Enescu       | Dealul Coropcaru                                                       |                                                                     | 2001                                              | 48°00′29″N 26°31′10″E / 48.00803°N 26.51933°E | Încărcați imagine | Raportați eroare |
| 37752.01.01                               | Movila La Trei Pietre I de la Dragalina / ansamblu anonim (Categorie: descoperire funerară) (Tip: Movilă)                                                 | sat Dragalina, comuna Hlipiceni        | Movila La Trei Pietre I                                                |                                                                     | A. Păunescu, P. Șadurschi, V. Chirica 1974        | 47°39′05″N 27°11′46″E / 47.65145°N 27.1962°E  | Încărcați imagine | Raportați eroare |
| 38474.02.01                               | Situl arheologic de la Dacia - La Șanț / ansamblu anonim (Categorie: locuire civilă) (Tip: Așezare)                                                       | sat Dacia, comuna Nicșeni              | La Șanț                                                                | Sântana de Mureș - Cerneahov sec. IV - V                            | Elena Dumitraș 1967                               | 47°50′07″N 26°41′31″E / 47.8353°N 26.69195°E  | Încărcați imagine | Raportați eroare |
| 38474.02.02                               | Situl arheologic de la Dacia - La Șanț / ansamblu anonim (Categorie: locuire civilă) (Tip: Așezare)                                                       | sat Dacia, comuna Nicșeni              | La Șanț                                                                | sec. XV - XVI                                                       | Elena Dumitraș 1967                               | 47°50′07″N 26°41′31″E / 47.8353°N 26.69195°E  | Încărcați imagine | Raportați eroare |
| 38697.02.01                               | Așezarea medievală de la Doina - Călugăra / ansamblu anonim (Categorie: locuire civilă) (Tip: Așezare deschisă)                                           | sat Doina, comuna Răușeni              | Călugăra                                                               |                                                                     | I. Ioniță 1960                                    | 47°32′08″N 27°09′55″E / 47.5356°N 27.16537°E  | Încărcați imagine | Raportați eroare |
| 38697.03.01                               | Movila Hârlăului de la Doina / ansamblu anonim (Categorie: descoperire funerară) (Tip: Tumul)                                                             | sat Doina, comuna Răușeni              | Movila Hârlăului                                                       |                                                                     | Nădejde-Țițu 1895                                 | 47°33′06″N 27°11′38″E / 47.55179°N 27.19396°E | Încărcați imagine | Raportați eroare |
| 38697.04.01                               | Situl arheolgic de la Doina - Dealul Pârlita / ansamblu anonim (Categorie: locuire civilă) (Tip: Așezare deschisă)                                        | sat Doina, comuna Răușeni              | Dealul Pârlita                                                         | Cucuteni aprox. 4.500- 3.500 ani                                    | I. Ioniță 1958                                    | 47°31′24″N 27°11′16″E / 47.52335°N 27.18772°E | Încărcați imagine | Raportați eroare |
| 38697.04.02                               | Situl arheolgic de la Doina - Dealul Pârlita / ansamblu anonim (Categorie: locuire civilă) (Tip: Așezare)                                                 | sat Doina, comuna Răușeni              | Dealul Pârlita                                                         |                                                                     | I. Ioniță 1958                                    | 47°31′24″N 27°11′16″E / 47.52335°N 27.18772°E | Încărcați imagine | Raportați eroare |
| 39462.01.01                               | Așezarea medievală de la Durnești - Pe Holm / ansamblu anonim (Categorie: locuire civilă) (Tip: Așezare deschisă)                                         | sat Durnești, comuna Ungureni          | Pe Holm                                                                | sec. XVI - XVII                                                     | N. Zaharia 1956                                   | 47°53′47″N 26°46′29″E / 47.89636°N 26.77472°E | Încărcați imagine | Raportați eroare |
| 39462.02.01                               | Așezarea Cucuteni de la Durnești - La Țiclău / ansamblu anonim (Categorie: locuire civilă) (Tip: Așezare deschisă)                                        | sat Durnești, comuna Ungureni          | La Țiclău                                                              | Cucuteni aprox. 4.500- 3.500 ani                                    | N. Zaharia 1956                                   | 47°53′21″N 26°45′16″E / 47.88913°N 26.75432°E | Încărcați imagine | Raportați eroare |
| 35955.06.01                               | Situl arheologic de la Darabani - Lucovița / ansamblu anonim (Categorie: locuire civilă) (Tip: Așezare)                                                   | oraș Darabani                          | Lucovița                                                               | Cucuteni aprox. 4.500- 3.500                                        | înv. D. Jar 1974                                  | 48°10′22″N 26°34′32″E / 48.17289°N 26.57542°E | Încărcați imagine | Raportați eroare |
| 35955.06.02                               | Situl arheologic de la Darabani - Lucovița / ansamblu anonim (Categorie: locuire civilă) (Tip: Așezare)                                                   | oraș Darabani                          | Lucovița                                                               | Noua aprox. 1500/1400-1150 ani                                      | înv. D. Jar 1974                                  | 48°10′22″N 26°34′32″E / 48.17289°N 26.57542°E | Încărcați imagine | Raportați eroare |
| 35955.06.03                               | Situl arheologic de la Darabani - Lucovița / ansamblu anonim (Categorie: locuire civilă) (Tip: Așezare)                                                   | oraș Darabani                          | Lucovița                                                               | sec. XVIII                                                          | înv. D. Jar 1974                                  | 48°10′22″N 26°34′32″E / 48.17289°N 26.57542°E | Încărcați imagine | Raportați eroare |
| 35955.07.01                               | Așezarea din paleoliticul superior de la Darabani-Terasa Prutului / ansamblu anonim (Categorie: locuire civilă) (Tip: Așezare)                            | oraș Darabani                          | Terasa Prutului                                                        |                                                                     | V. Perian 1958                                    | 48°13′09″N 26°34′28″E / 48.21914°N 26.5744°E  | Încărcați imagine | Raportați eroare |
| 36015.02.02                               | Situl arheologic de la Dorohoi - Vatra Orașului / ansamblu anonim (Categorie: locuire civilă) (Tip: Așezare)                                              | municipiul Dorohoi                     | Vatra Orașului                                                         | sec. XV - XVII                                                      | prof. P. Baltaru 1962                             | 47°57′10″N 26°24′39″E / 47.95271°N 26.41077°E | Încărcați imagine | Raportați eroare |
| 36015.02.03                               | Situl arheologic de la Dorohoi - Vatra Orașului / ansamblu anonim (Categorie: locuire civilă) (Tip: Necropolă plană)                                      | municipiul Dorohoi                     | Vatra Orașului                                                         |                                                                     | prof. P. Baltaru 1962                             | 47°57′10″N 26°24′39″E / 47.95271°N 26.41077°E | Încărcați imagine | Raportați eroare |
| 36015.02.01                               | Situl arheologic de la Dorohoi - Vatra Orașului / ansamblu anonim (Categorie: locuire civilă) (Tip: așezare deschisă)                                     | municipiul Dorohoi                     | Vatra Orașului                                                         | Sântana de Mureș - Cerneahov sec. IV-V                              | prof. P. Baltaru 1962                             | 47°57′10″N 26°24′39″E / 47.95271°N 26.41077°E | Încărcați imagine | Raportați eroare |
| 36015.03.01                               | Situl arheologic de la Dorohoi-Curțile domnești / ansamblu anonim (Categorie: locuire civilă) (Tip: Așezare)                                              | municipiul Dorohoi                     | Curțile domnești                                                       |                                                                     | 1849                                              | 47°57′04″N 26°24′52″E / 47.95099°N 26.41431°E | Încărcați imagine | Raportați eroare |
| 36015.04.01                               | Așezare din epoca bronzului de la Dorohoi - La transformator / ansamblu anonim (Categorie: locuire civilă) (Tip: Necropolă plană)                         | municipiul Dorohoi                     | La transformator                                                       | Noua aprox. 1500/1400-1150 ani                                      | 1972                                              | 47°57′54″N 26°24′21″E / 47.96503°N 26.40579°E | Încărcați imagine | Raportați eroare |
| 36015.07.01                               | Așezarea din epoca migrațiilor de la Dorohoi-Dealul Vatamanului / ansamblu anonim (Categorie: locuire civilă) (Tip: Așezare)                              | municipiul Dorohoi                     | Dealul Vatamanului                                                     | Sântana de Mureș - Cerneahov sec. IV - V                            | N. Zaharia 1958                                   | 47°57′51″N 26°25′47″E / 47.96421°N 26.42984°E | Încărcați imagine | Raportați eroare |
| 36015.08.01                               | Așezarea medievală de la Dorohoi - Depoul CFR / ansamblu anonim (Categorie: locuire civilă) (Tip: Așezare)                                                | municipiul Dorohoi                     | Depoul CFR                                                             | sec. XIV - XVII                                                     | A. Nițu și N. Zaharia 1954                        | 47°58′29″N 26°23′05″E / 47.97467°N 26.38472°E | Încărcați imagine | Raportați eroare |
| 36015.09.01                               | Movila de la Dorohoi - Dealul Zahorna / ansamblu anonim (Categorie: descoperire funerară) (Tip: Tumul)                                                    | municipiul Dorohoi                     | Dealul Zahorna                                                         |                                                                     | 1908 1870                                         | 47°58′33″N 26°26′07″E / 47.97587°N 26.43524°E | Încărcați imagine | Raportați eroare |
| 36015.10.01                               | Movila de la Dorohoi - Dealul Priporului I / ansamblu anonim (Categorie: descoperire funerară) (Tip: Tumul)                                               | municipiul Dorohoi                     | Dealul Priporului I                                                    |                                                                     | A. Păunescu, P. Șadurschi, V. Chirica 1974        | 47°58′28″N 26°23′32″E / 47.97453°N 26.3921°E  | Încărcați imagine | Raportați eroare |
| 36015.11.01                               | Movila de la Dorohoi - Dealul Lădărița / ansamblu anonim (Categorie: neprecizată) (Tip: Tumul)                                                            | municipiul Dorohoi                     | Dealul Lădărița                                                        |                                                                     | A. Păunescu, P. Șadurschi, V. Chirica 1974        | 47°58′44″N 26°25′49″E / 47.97876°N 26.43017°E | Încărcați imagine | Raportați eroare |
| 36248.03.01                               | Movilă funerară la Dimitrie Cantemir-Dealul Ponori II / ansamblu anonim (Categorie: descoperire funerară) (Tip: Tumul)                                    | sat Dimitrie Cantemir, comuna Avrămeni | Dealul Ponori II                                                       |                                                                     | A. Păunescu, P. Șadurschi, V. Chirica 1974        | 48°03′08″N 26°59′18″E / 48.05235°N 26.98835°E | Încărcați imagine | Raportați eroare |
| 36248.04.01                               | Movila la Dimitrie Cantemir-Dealul Răchitei / ansamblu anonim (Categorie: descoperire funerară) (Tip: Tumul)                                              | sat Dimitrie Cantemir, comuna Avrămeni | Dealul Răchitei                                                        |                                                                     | A. Păunescu, P. Șadurschi, V. Chirica 1974        | 48°04′01″N 27°00′06″E / 48.06699°N 27.00167°E | Încărcați imagine | Raportați eroare |
| 36355.06.01                               | Movila de la Draxini-Dealul Babei / ansamblu anonim (Categorie: descoperire funerară) (Tip: Tumul)                                                        | sat Draxini, comuna Bălușeni           | Dealul Babei                                                           |                                                                     | O. L. Șovan 2009                                  | 47°39′25″N 26°50′43″E / 47.65685°N 26.84535°E | Încărcați imagine | Raportați eroare |
| 36355.07.01                               | Movila Draxini de la Draxini / ansamblu anonim (Categorie: descoperire funerară) (Tip: Tumul)                                                             | sat Draxini, comuna Bălușeni           | Movila Draxini                                                         |                                                                     | O.L. Șovan 2009                                   | 47°38′42″N 26°48′42″E / 47.64504°N 26.8116°E  | Încărcați imagine | Raportați eroare |
| 36989.09.01                               | Movila de la Dragalina-Dealul Moșneagului / ansamblu anonim (Categorie: descoperire funerară) (Tip: movila)                                               | sat Dragalina, comuna Cristinești      | Dealul Moșneagului                                                     |                                                                     | A. Păunescu, P. Șadurschi, V. Chirica 1973        | 48°04′20″N 26°25′30″E / 48.07234°N 26.42503°E | Încărcați imagine | Raportați eroare |
| 37066.03.01                               | Valul Moldovei de Sus (Troianul) de la Dângeni / ansamblu anonim (Categorie: construcție defensivă) (Tip: Val)                                            | sat Dângeni, comuna Dângeni            | Troianul                                                               | Sântana de Mureș - Cerneahov sec. IV-V                              | 1908 1870                                         | 47°52′18″N 26°57′56″E / 47.87159°N 26.96557°E | Încărcați imagine | Raportați eroare |
| 37066.04.01                               | Movila de la Dângeni-Dealul Lungul Vântului / ansamblu anonim (Categorie: descoperire funerară) (Tip: movila)                                             | sat Dângeni, comuna Dângeni            | Dealul Lungul Vântului                                                 |                                                                     | O.L. Șovan 2009                                   | 47°52′14″N 26°57′35″E / 47.87069°N 26.95959°E | Încărcați imagine | Raportați eroare |
| 37020.09.01                               | Movila II de la Dersca-Dealu Breaz / ansamblu anonim (Categorie: descoperire funerară) (Tip: movila)                                                      | sat Dersca, comuna Dersca              | Dealu Breaz                                                            |                                                                     | O.L. Șovan 2009                                   | 47°58′44″N 26°12′52″E / 47.97886°N 26.2145°E  | Încărcați imagine | Raportați eroare |
| 37020.10.01                               | Movila de la Dersca - Dealul Pietrișului / ansamblu anonim (Categorie: descoperire funerară) (Tip: movila)                                                | sat Dersca, comuna Dersca              | Dealul Pietrișului                                                     |                                                                     | O.L. Șovan 2009                                   | 47°59′40″N 26°11′31″E / 47.99449°N 26.19199°E | Încărcați imagine | Raportați eroare |
| 36701.07.01                               | Movila lui Anton de la Dimăcheni / ansamblu anonim (Categorie: descoperire funerară) (Tip: movila)                                                        | sat Dimăcheni, comuna Dimăcheni        | Movila lui Anton                                                       |                                                                     | O.L. Șovan 2009                                   | 47°53′10″N 26°33′10″E / 47.88623°N 26.55274°E | Încărcați imagine | Raportați eroare |
| 36701.08.01                               | Movila Dimăcheni de la Dimăcheni / ansamblu anonim (Categorie: descoperire funerară) (Tip: movila)                                                        | sat Dimăcheni, comuna Dimăcheni        | Movila Dimăcheni                                                       |                                                                     | O.L. Șovan 2009                                   | 47°53′13″N 26°33′08″E / 47.88697°N 26.55234°E | Încărcați imagine | Raportați eroare |
| 36701.10.01                               | Movila de la Dimăcheni-la NE de Dimăcheni / ansamblu anonim (Categorie: descoperire funerară) (Tip: movila)                                               | sat Dimăcheni, comuna Dimăcheni        | La NE de Dimăcheni                                                     |                                                                     | O.L. Șovan 2009                                   | 47°55′16″N 26°33′10″E / 47.92119°N 26.55281°E | Încărcați imagine | Raportați eroare |
| 36701.11.01                               | Movila de la Dimăcheni-Dealul Teperi / ansamblu anonim (Categorie: descoperire funerară) (Tip: movila)                                                    | sat Dimăcheni, comuna Dimăcheni        | Dealul Teperi                                                          |                                                                     | O.L. Șovan 2009                                   | 47°54′31″N 26°29′52″E / 47.90867°N 26.49788°E | Încărcați imagine | Raportați eroare |
| 37119.04.01                               | Movilă la Dobârceni-La sud de Pădurea Dobârceni / ansamblu anonim (Categorie: descoperire funerară) (Tip: movila)                                         | sat Dobârceni, comuna Dobârceni        | La sud de Pădurea Dobârceni                                            |                                                                     | O. L. Șovan 2009                                  | 47°49′23″N 27°02′52″E / 47.82294°N 27.04776°E | Încărcați imagine | Raportați eroare |
| 37119.08.01                               | Movila După Parc de la Dobârceni / ansamblu anonim (Categorie: descoperire funerară) (Tip: Movilă)                                                        | sat Dobârceni, comuna Dobârceni        | Movila După Parc                                                       |                                                                     | O. L. Șovan 2009                                  | 47°49′14″N 27°04′00″E / 47.82051°N 27.0668°E  | Încărcați imagine | Raportați eroare |
| 37182.16.01                               | Movila de la Drăgușeni - la Saivane / ansamblu anonim (Categorie: descoperire funerară) (Tip: movila)                                                     | sat Drăgușeni, comuna Drăgușeni        | Movila de la Saivane                                                   |                                                                     | A. Crâșmaru 1974                                  | 48°02′20″N 26°46′46″E / 48.03885°N 26.77933°E | Încărcați imagine | Raportați eroare |
| 37182.17.01                               | Movila de la Drăgușeni - Jorja / ansamblu anonim (Categorie: descoperire funerară) (Tip: Movilă)                                                          | sat Drăgușeni, comuna Drăgușeni        | Jorja                                                                  |                                                                     | A. Crâșmaru 1974                                  | 48°02′15″N 26°47′38″E / 48.03744°N 26.79387°E | Încărcați imagine | Raportați eroare |
| 37182.18.01                               | Movila de la Drăgușeni - la NE de sat / ansamblu anonim (Categorie: descoperire funerară) (Tip: movila)                                                   | sat Drăgușeni, comuna Drăgușeni        | La NE de sat                                                           |                                                                     | A. Păunescu, P. Șadurschi, V. Chirica 1973 - 1975 | 48°01′46″N 26°49′10″E / 48.02952°N 26.81942°E | Încărcați imagine | Raportați eroare |
| 37226.05.01                               | Movila La Odaia Brănișteanului I de la Durnești / ansamblu anonim (Categorie: descoperire funerară) (Tip: Movilă)                                         | sat Durnești, comuna Durnești          | Movila La Odaia Brănișteanului I                                       |                                                                     | O.L. Șovan 2009                                   | 47°43′42″N 27°09′49″E / 47.72844°N 27.1636°E  | Încărcați imagine | Raportați eroare |
| 37226.06.01                               | Movila La Odaia Brănișteanului II de la Durnești / ansamblu anonim (Categorie: descoperire funerară) (Tip: Movilă)                                        | sat Durnești, comuna Durnești          | Movila La Odaia Brănișteanului II                                      |                                                                     | O.L. Șovan 2009                                   | 47°43′42″N 27°09′49″E / 47.72844°N 27.1636°E  | Încărcați imagine | Raportați eroare |
| 37226.07.01                               | Movila din Fața Odăii Brănișteanului de la Durnești / ansamblu anonim (Categorie: descoperire funerară) (Tip: Movilă)                                     | sat Durnești, comuna Durnești          | Movila din Fața Odăii Brănișteanului                                   |                                                                     | O. L. Șovan 2009                                  | 47°43′31″N 27°08′32″E / 47.7254°N 27.14217°E  | Încărcați imagine | Raportați eroare |
| 37226.08.01                               | Movila La Odaia Brănișteanului III de la Durnești / ansamblu anonim (Categorie: descoperire funerară) (Tip: Movilă)                                       | sat Durnești, comuna Durnești          | Movila La Odaia Brănișteanului III                                     |                                                                     | O. L. Șovan 2009                                  | 47°44′08″N 27°09′30″E / 47.73563°N 27.15831°E | Încărcați imagine | Raportați eroare |
| 37226.09.01                               | Movila din Valea Prisăcii de la Durnești / ansamblu anonim (Categorie: descoperire funerară) (Tip: Movilă)                                                | sat Durnești, comuna Durnești          | Movila din Valea Prisăcii                                              |                                                                     | O. L. Șovan 2009                                  | 47°44′35″N 27°07′50″E / 47.74301°N 27.13042°E | Încărcați imagine | Raportați eroare |
| 37226.10.01                               | Movila Trifoiște de la Durnești / ansamblu anonim (Categorie: descoperire funerară) (Tip: Movilă)                                                         | sat Durnești, comuna Durnești          | Movila Trifoiște                                                       |                                                                     | O.L. Șovan 2009                                   | 47°45′13″N 27°07′19″E / 47.75359°N 27.12205°E | Încărcați imagine | Raportați eroare |
| 37226.11.01                               | Movila de la Durnești - de lângă Hârtopul Mare / ansamblu anonim (Categorie: descoperire funerară) (Tip: Movilă)                                          | sat Durnești, comuna Durnești          | Movila de lângă Hârtopul Mare                                          |                                                                     | A. Păunescu, P. Șadurschi, V. Chirica 1973        | 47°44′59″N 27°09′01″E / 47.74972°N 27.15031°E | Încărcați imagine | Raportați eroare |
| 37226.12.01                               | Movila de la Durnești-Dealul Viei / ansamblu anonim (Categorie: descoperire funerară) (Tip: Movilă)                                                       | sat Durnești, comuna Durnești          | Dealul Viei                                                            |                                                                     | O. L. Șovan 2009                                  | 47°45′31″N 27°06′11″E / 47.75851°N 27.10317°E | Încărcați imagine | Raportați eroare |
| 37226.13.01                               | Movila de la Durnești - Țarna Veche / ansamblu anonim (Categorie: descoperire funerară) (Tip: Movilă)                                                     | sat Durnești, comuna Durnești          | Țarna Veche                                                            |                                                                     | O. L. Șovan 2009                                  | 47°45′58″N 27°06′59″E / 47.76611°N 27.1165°E  | Încărcați imagine | Raportați eroare |
| 37226.14.01                               | Movila de la Durnești - de lângă Valea Ponoarei / ansamblu anonim (Categorie: descoperire funerară) (Tip: Movilă)                                         | sat Durnești, comuna Durnești          | Movila de lângă Valea Ponoarei                                         |                                                                     | O. L. Șovan 2009                                  | 47°42′55″N 27°09′18″E / 47.71531°N 27.15489°E | Încărcați imagine | Raportați eroare |
| 37404.07.01                               | Movila Vârcolici de la Dumeni / ansamblu anonim (Categorie: descoperire funerară) (Tip: Movilă)                                                           | sat Dumeni, comuna George Enescu       | Movila Vârcolici                                                       |                                                                     | A. Păunescu, P. Șadurschi, V. Chirica 1974-1975   | 48°00′00″N 26°31′12″E / 48.00005°N 26.52007°E | Încărcați imagine | Raportați eroare |
| 37404.08.01                               | Movila din Dealul Coșcovei de la Dumeni / ansamblu anonim (Categorie: descoperire funerară) (Tip: Movilă)                                                 | sat Dumeni, comuna George Enescu       | Movila din Dealul Coșcovei                                             |                                                                     | A. Păunescu, P. Șadurschi, V. Chirica 1974-1975   | 48°00′29″N 26°30′36″E / 48.00816°N 26.50993°E | Încărcați imagine | Raportați eroare |
| 37404.09.01                               | Movila din Dealul Piscului de la Dumeni / ansamblu anonim (Categorie: descoperire funerară) (Tip: Movilă)                                                 | sat Dumeni, comuna George Enescu       | Movila din Dealul Piscului                                             |                                                                     | O. L. Șovan 2009                                  | 47°59′35″N 26°34′01″E / 47.99309°N 26.567°E   | Încărcați imagine | Raportați eroare |
| 37404.10.01                               | Movila din Dealul Vișineilor de la Dumeni / ansamblu anonim (Categorie: descoperire funerară) (Tip: Movilă)                                               | sat Dumeni, comuna George Enescu       | Movila din Dealul Vișineilor                                           |                                                                     | O. L. Șovan 2009                                  | 47°58′34″N 26°32′36″E / 47.97616°N 26.54335°E | Încărcați imagine | Raportați eroare |
| 37404.11.01                               | Așezarea din epoca bronzului de la Dumeni - Bodoroanca / ansamblu anonim (Categorie: descoperire funerară) (Tip: așezare deschisă)                        | sat Dumeni, comuna George Enescu       | Bodoroanca                                                             | Noua aprox. 1500/1400-1150 ani                                      | înv. Ioan Șadurschi 1975                          | 48°01′34″N 26°29′18″E / 48.02605°N 26.48837°E | Încărcați imagine | Raportați eroare |
| 37404.12.01                               | Movila din Dealul Cracalia II de la Dumeni / ansamblu anonim (Categorie: descoperire funerară) (Tip: Movilă)                                              | sat Dumeni, comuna George Enescu       | Movila din Dealul Cracalia II                                          |                                                                     | prof. I. Ignat 2010                               | 48°01′27″N 26°31′30″E / 48.02417°N 26.525°E   | Încărcați imagine | Raportați eroare |
| 37752.02.01                               | Movila de la Dragalina - La Dărângă / ansamblu anonim (Categorie: descoperire funerară) (Tip: Movilă)                                                     | sat Dragalina, comuna Hlipiceni        | Movila La Dărângă                                                      |                                                                     | O.L.Șovan 2009                                    | 47°37′59″N 27°11′15″E / 47.63296°N 27.18763°E | Încărcați imagine | Raportați eroare |
| 37752.04.01                               | Movila Zeamalău I de la Dragalina / ansamblu anonim (Categorie: descoperire funerară) (Tip: Movilă)                                                       | sat Dragalina, comuna Hlipiceni        | Movila Zeamalău I                                                      |                                                                     | A. Păunescu, P. Șadurschi, V. Chirica 1973-1974   | 48°03′30″N 26°26′49″E / 48.0582°N 26.44701°E  | Încărcați imagine | Raportați eroare |
| 37752.05.01                               | Movila Zeamalău II de la Dragalina / ansamblu anonim (Categorie: descoperire funerară) (Tip: Movilă)                                                      | sat Dragalina, comuna Hlipiceni        | Movila Zeamalău II                                                     |                                                                     | A. Păunescu, P. Șadurschi, V. Chirica 1973-1974   | 47°36′09″N 27°11′15″E / 47.60251°N 27.18763°E | Încărcați imagine | Raportați eroare |
| 37752.03.01                               | Movila La Trei Pietre II de la Dragalina / ansamblu anonim (Categorie: descoperire funerară) (Tip: Movilă)                                                | sat Dragalina, comuna Hlipiceni        | Movila La Trei Pietre II                                               |                                                                     | A. Păunescu, P. Șadurschi, V. Chirica 1974        | 47°39′03″N 27°11′49″E / 47.65083°N 27.19698°E | Încărcați imagine | Raportați eroare |
| 37752.06.01                               | Movila de lângă Hârtopul Răileanu de la Dragalina / ansamblu anonim (Categorie: descoperire funerară) (Tip: Movilă)                                       | sat Dragalina, comuna Hlipiceni        | Movila de lângă Hârtopul Răileanu                                      |                                                                     | O.L.Șovan 2009                                    | 47°39′03″N 27°11′49″E / 47.65083°N 27.19698°E | Încărcați imagine | Raportați eroare |
| 37841.04.01                               | Movila din Dealul Dragulea I de la Dumbrăvița / ansamblu anonim (Categorie: descoperire funerară) (Tip: Movilă)                                           | sat Dumbrăvița, comuna Ibănești        | Movila din Dealul Dragulea I                                           |                                                                     | A. Păunescu, P. Șadurschi, V. Chirica 1973        | 48°01′29″N 26°26′39″E / 48.0247°N 26.44425°E  | Încărcați imagine | Raportați eroare |
| 37841.05.01                               | Movila Nord-Vest de la Dumbrăvița / ansamblu anonim (Categorie: descoperire funerară) (Tip: Movilă)                                                       | sat Dumbrăvița, comuna Ibănești        | Movila Nord-Vest                                                       |                                                                     | O. L. Șovan 2009                                  | 48°01′28″N 26°25′05″E / 48.02445°N 26.41798°E | Încărcați imagine | Raportați eroare |
| 37841.06.01                               | Movila din Dealul Dragulea II de la Dumbrăvița / ansamblu anonim (Categorie: descoperire funerară) (Tip: Movilă)                                          | sat Dumbrăvița, comuna Ibănești        | Movila din Dealul Dragulea II                                          |                                                                     | A. Păunescu, P. Șadurschi, V. Chirica 1973        | 48°01′39″N 26°26′27″E / 48.02739°N 26.44097°E | Încărcați imagine | Raportați eroare |
| 37841.07.01                               | Movila din Dealul Dragulea III de la Dumbrăvița / ansamblu anonim (Categorie: descoperire funerară) (Tip: Movilă)                                         | sat Dumbrăvița, comuna Ibănești        | Movila din Dealul Dragulea III                                         |                                                                     | A. Păunescu, P. Șadurschi, V. Chirica 1973        | 48°01′42″N 26°26′31″E / 48.02822°N 26.4419°E  | Încărcați imagine | Raportați eroare |
| 37841.02.01                               | Movila din Dealul Dragulea IV de la Dumbrăvița / ansamblu anonim (Categorie: descoperire funerară) (Tip: Movilă)                                          | sat Dumbrăvița, comuna Ibănești        | Movila din Dealul Dragulea IV                                          |                                                                     | A. Păunescu, P. Șadurschi, V. Chirica 1973        | 48°01′46″N 26°26′28″E / 48.02949°N 26.44113°E | Încărcați imagine | Raportați eroare |
| 37841.03.01                               | Movila din Dealul Dragulea V de la Dumbrăvița / ansamblu anonim (Categorie: descoperire funerară) (Tip: Movilă)                                           | sat Dumbrăvița, comuna Ibănești        | Movila din Dealul Dragulea V                                           |                                                                     | A. Păunescu, P. Șadurschi, V. Chirica 1973        | 48°01′48″N 26°26′33″E / 48.02987°N 26.44247°E | Încărcați imagine | Raportați eroare |
| 37896.02.01                               | Movila Sud-Est de la Dolina / ansamblu anonim (Categorie: descoperire funerară) (Tip: Movilă)                                                             | sat Dolina, comuna Leorda              | Movila Sud-Est                                                         |                                                                     | A. Păunescu, P. Șadurschi, V. Chirica 1974        | 47°49′32″N 26°28′24″E / 47.82542°N 26.47338°E | Încărcați imagine | Raportați eroare |
| 38483.01.01 (Cod LMI: BT-I-s-B-01817)     | Movila Vulturului de la Dorobanți / ansamblu anonim (Categorie: descoperire funerară) (Tip: Movilă)                                                       | sat Dorobanți, comuna Nicșeni          | Movila Vulturului                                                      |                                                                     | Nădejde Vasile C. și Țițu I . 1895                | 47°52′21″N 26°39′59″E / 47.87251°N 26.66636°E | Încărcați imagine | Raportați eroare |
| 38483.02.01                               | Movila Dorobanți de la Dorobanți / ansamblu anonim (Categorie: descoperire funerară) (Tip: Movilă)                                                        | sat Dorobanți, comuna Nicșeni          | Movila Dorobanți                                                       |                                                                     | O. L. Șovan 2009                                  | 47°53′32″N 26°36′50″E / 47.89213°N 26.61375°E | Încărcați imagine | Raportați eroare |
| 38474.03.01                               | Movila Mălăiștea de la Dacia / ansamblu anonim (Categorie: descoperire funerară) (Tip: Movilă)                                                            | sat Dacia, comuna Nicșeni              | Movila Mălăiștea                                                       |                                                                     | O. L. Șovan 2009                                  | 47°51′17″N 26°40′39″E / 47.8546°N 26.67762°E  | Încărcați imagine | Raportați eroare |
| 38474.04.01                               | Movila din Dealul Vulturului de la Dacia / ansamblu anonim (Categorie: descoperire funerară) (Tip: Movilă)                                                | sat Dacia, comuna Nicșeni              | Movila din Dealul Vulturului                                           |                                                                     | O.L. Șovan 2009                                   | 47°51′52″N 26°40′51″E / 47.86454°N 26.6809°E  | Încărcați imagine | Raportați eroare |
| 38483.03.01                               | Movila din Dealul Vlanic de la Dorobanți / ansamblu anonim (Categorie: descoperire funerară) (Tip: Movilă)                                                | sat Dorobanți, comuna Nicșeni          | Movila din Dealul Vlanic                                               |                                                                     | O. L. Șovan 2009                                  | 47°54′39″N 26°37′55″E / 47.91074°N 26.63198°E | Încărcați imagine | Raportați eroare |
| 38697.05.01                               | Movila Doina de la Doina / ansamblu anonim (Categorie: descoperire funerară) (Tip: Movilă)                                                                | sat Doina, comuna Răușeni              | Movila Doina                                                           |                                                                     | O. L. Șovan 2009                                  | 47°32′14″N 27°12′44″E / 47.53713°N 27.21229°E | Încărcați imagine | Raportați eroare |
| 38697.06.01                               | Movila lui Rădulescu de la Doina / ansamblu anonim (Categorie: descoperire funerară) (Tip: Movilă)                                                        | sat Doina, comuna Răușeni              | Movila lui Rădulescu                                                   |                                                                     | I. Ioniță 1958                                    | 47°31′34″N 27°11′18″E / 47.5262°N 27.18829°E  | Încărcați imagine | Raportați eroare |
| 36355.08.01                               | Așezarea medievală de la Draxini - Dealul Babei / ansamblu anonim (Categorie: locuire) (Tip: așezare)                                                     | sat Draxini, comuna Bălușeni           | Dealul Babei                                                           |                                                                     | prof. Iacob Ioan 1983                             | 47°39′47″N 26°50′27″E / 47.66311°N 26.8408°E  | Încărcați imagine | Raportați eroare |
| 36989.02.01                               | Așezare medievala târzie de la Dragalina - Balta Urieșului / ansamblu anonim (Categorie: locuire) (Tip: așezare deschisă)                                 | sat Dragalina, comuna Cristinești      | Balta Urieșului                                                        |                                                                     | A. Păunescu, P. Șadurschi, V. Chirica 1973        | 48°04′09″N 26°26′11″E / 48.06916°N 26.43644°E | Încărcați imagine | Raportați eroare |
| 37119.05.01                               | Movila de la Dobârceni - Valea Putredă / ansamblu anonim (Categorie: descoperire funerară) (Tip: Movilă)                                                  | sat Dobârceni, comuna Dobârceni        | Valea Putredă                                                          |                                                                     | O. L. Șovan 2009                                  | 47°48′48″N 27°05′00″E / 47.81344°N 27.08324°E | Încărcați imagine | Raportați eroare |
| 37119.06.01                               | Movila de la Dobârceni - Vălmășie I / ansamblu anonim (Categorie: descoperire funerară) (Tip: Movilă)                                                     | sat Dobârceni, comuna Dobârceni        | Vălmășie I                                                             |                                                                     | O. L. Șovan 2009                                  | 47°50′10″N 27°05′15″E / 47.83617°N 27.08742°E | Încărcați imagine | Raportați eroare |
| 37020.11.01                               | Movila de la Dersca - din Podiș / ansamblu anonim (Categorie: descoperire funerară) (Tip: movilă)                                                         | sat Dersca, comuna Dersca              | Movila din Podiș                                                       |                                                                     | O.L. Șovan 2009                                   | 48°00′49″N 26°14′13″E / 48.01352°N 26.23681°E | Încărcați imagine | Raportați eroare |
| 37020.12.01                               | Movila de la Dersca-Dealul Loznei / ansamblu anonim (Categorie: descoperire funerară) (Tip: movila)                                                       | sat Dersca, comuna Dersca              | Dealul Loznei                                                          |                                                                     | O.L. Șovan 2009                                   | 47°57′09″N 26°15′33″E / 47.95247°N 26.2592°E  | Încărcați imagine | Raportați eroare |
| 37020.07.01                               | Movila de la Dersca-Pădurea Gura Drumului / ansamblu anonim (Categorie: descoperire funerară) (Tip: movilă)                                               | sat Dersca, comuna Dersca              | Pădurea Gura Drumului                                                  |                                                                     | O. L. Șovan 2009                                  | 47°58′37″N 26°15′33″E / 47.97686°N 26.25923°E | Încărcați imagine | Raportați eroare |
| 36701.14.01                               | Movila de la Dimăcheni - la Nord-Est de Recia-Verbia / ansamblu anonim (Categorie: descoperire funerară) (Tip: Movilă)                                    | sat Dimăcheni, comuna Dimăcheni        | La Nord-Est de Recia-Verbia                                            |                                                                     | O.L. Șovan 2009                                   | 47°56′01″N 26°30′07″E / 47.9337°N 26.50183°E  | Încărcați imagine | Raportați eroare |
| 36701.12.01                               | Movila de la Dimăcheni din Dealul Gorova / ansamblu anonim (Categorie: descoperire funerară) (Tip: movila)                                                | sat Dimăcheni, comuna Dimăcheni        | Dealul Gorova                                                          |                                                                     | O.L. Șovan 2009                                   | 47°52′33″N 26°33′23″E / 47.87577°N 26.55632°E | Încărcați imagine | Raportați eroare |
| 36701.09.01                               | Movila de la Dimăcheni - Dealul Viei / ansamblu anonim (Categorie: decoperire funerară) (Tip: așezare)                                                    | sat Dimăcheni, comuna Dimăcheni        | Dealul Viei                                                            |                                                                     | O.L. Șovan 2009                                   | 47°54′49″N 26°33′53″E / 47.91359°N 26.56481°E | Încărcați imagine | Raportați eroare |
| 36701.13.01                               | Așezarea deschisă din epoca migrațiilor de la Dimăcheni-Dealul Gorova / ansamblu anonim (Categorie: locuire) (Tip: așezare)                               | sat Dimăcheni, comuna Dimăcheni        | Dealul Gorova                                                          | Sântana de Mureș - Cerneahov sec. IV-V                              | Emil Moscalu; O.L. Șovan 1985                     | 47°52′28″N 26°33′26″E / 47.87437°N 26.55728°E | Încărcați imagine | Raportați eroare |
| 36989.08.01                               | Movila de la Dragalina-Dealul Urieși / ansamblu anonim (Categorie: descoperire funerară) (Tip: așezare)                                                   | sat Dragalina, comuna Cristinești      | Movila din Dealul Urieși                                               |                                                                     | A. Păunescu, P. Șadurschi, V. Chirica 1973        | 48°03′54″N 26°26′35″E / 48.06491°N 26.4431°E  | Încărcați imagine | Raportați eroare |
| 36989.04.01                               | Movila Est de la Dragalina / ansamblu anonim (Categorie: descoperire funerară) (Tip: movila)                                                              | sat Dragalina, comuna Cristinești      | Movila Est                                                             |                                                                     | A. Păunescu, P. Șadurschi, V. Chirica 1973        | 48°03′17″N 26°27′26″E / 48.0548°N 26.45719°E  | Încărcați imagine | Raportați eroare |
| 36989.07.01                               | Movila de la Dragalina din Dealul Hației / ansamblu anonim (Categorie: decoperire funerară) (Tip: Movilă)                                                 | sat Dragalina, comuna Cristinești      | Dealul Hației                                                          |                                                                     | A. Păunescu, P. Șadurschi, V. Chirica 1973        | 48°04′26″N 26°25′01″E / 48.07393°N 26.41695°E | Încărcați imagine | Raportați eroare |
| 35955.08.01                               | Situl arheologic de la Darabani - La Stupină / ansamblu anonim (Categorie: locuire) (Tip: așezare)                                                        | oraș Darabani                          | La Stupină                                                             | Cucuteni - A aprox. 4.500- 3.500 ani                                | înv. D. Jar 1973                                  | 48°10′06″N 26°36′46″E / 48.16837°N 26.61288°E | Încărcați imagine | Raportați eroare |
| 35955.08.02                               | Situl arheologic de la Darabani - La Stupină / ansamblu anonim (Categorie: locuire) (Tip: așezare)                                                        | oraș Darabani                          | La Stupină                                                             | Noua aprox. 1500/1400-1150 ani                                      | înv. D. Jar 1973                                  | 48°10′06″N 26°36′46″E / 48.16837°N 26.61288°E | Încărcați imagine | Raportați eroare |
| 35955.09.01                               | Movila de la Darabani - Pădurea Bulendrei / ansamblu anonim (Categorie: descoperire funerară) (Tip: Movilă)                                               | oraș Darabani                          | Pădurea Bulendrei                                                      |                                                                     | O. L. Șovan 2009                                  | 48°12′26″N 26°36′33″E / 48.2072°N 26.60903°E  | Încărcați imagine | Raportați eroare |
| 35955.10.01                               | Movila Teioasa de la Darabani / ansamblu anonim (Categorie: descoperire funerară) (Tip: Movilă)                                                           | oraș Darabani                          | Movila Teioasa                                                         |                                                                     | O. L. Șovan 2009                                  | 48°13′20″N 26°35′27″E / 48.22213°N 26.59089°E | Încărcați imagine | Raportați eroare |
| 35955.11.01                               | Movila de la Darabani - La Stupină / ansamblu anonim (Categorie: descoperire funerară) (Tip: Movilă)                                                      | oraș Darabani                          | La Stupină                                                             |                                                                     | O. L. Șovan 2009                                  | 48°09′51″N 26°37′31″E / 48.16407°N 26.62535°E | Încărcați imagine | Raportați eroare |
| 35955.12.01                               | Situl arheologic de la Darabani - Coada Iazului Bălășescu / ansamblu anonim (Categorie: locuire) (Tip: așezare)                                           | oraș Darabani                          | Coada Iazului Bălășescu                                                | Dridu sec. IX-XI                                                    | N. Zaharia 1957                                   | 48°10′23″N 26°35′00″E / 48.17297°N 26.58343°E | Încărcați imagine | Raportați eroare |
| 35955.12.02                               | Situl arheologic de la Darabani - Coada Iazului Bălășescu / ansamblu anonim (Categorie: locuire) (Tip: așezare)                                           | oraș Darabani                          | Coada Iazului Bălășescu                                                |                                                                     | N. Zaharia 1957                                   | 48°10′23″N 26°35′00″E / 48.17297°N 26.58343°E | Încărcați imagine | Raportați eroare |
| 35955.13.01                               | Situl arheologic de la Darabani - La Lutărie / ansamblu anonim (Categorie: locuire) (Tip: așezare)                                                        | oraș Darabani                          | La Lutărie                                                             |                                                                     | N. Zaharia 1957                                   | 48°10′18″N 26°35′49″E / 48.17177°N 26.59704°E | Încărcați imagine | Raportați eroare |
| 35955.13.02                               | Situl arheologic de la Darabani - La Lutărie / ansamblu anonim (Categorie: locuire) (Tip: așezare)                                                        | oraș Darabani                          | La Lutărie                                                             |                                                                     | N. Zaharia 1957                                   | 48°10′18″N 26°35′49″E / 48.17177°N 26.59704°E | Încărcați imagine | Raportați eroare |
| 35955.13.03                               | Situl arheologic de la Darabani - La Lutărie / ansamblu anonim (Categorie: locuire) (Tip: așezare)                                                        | oraș Darabani                          | La Lutărie                                                             | Sântana de Mureș - Cerneahov sec. IV-V                              | N. Zaharia 1957                                   | 48°10′18″N 26°35′49″E / 48.17177°N 26.59704°E | Încărcați imagine | Raportați eroare |
| 35955.13.04                               | Situl arheologic de la Darabani - La Lutărie / ansamblu anonim (Categorie: locuire) (Tip: așezare)                                                        | oraș Darabani                          | La Lutărie                                                             |                                                                     | N. Zaharia 1957                                   | 48°10′18″N 26°35′49″E / 48.17177°N 26.59704°E | Încărcați imagine | Raportați eroare |
| 35955.14.01                               | Situl arheologic de la Darabani - Dosul Stadolei / ansamblu anonim (Categorie: locuire) (Tip: așezare)                                                    | oraș Darabani                          | Dosul Stadolei                                                         | Cucuteni - A-B                                                      | Ciprian Axinte 2010                               | 48°13′16″N 26°35′35″E / 48.22102°N 26.59299°E | Încărcați imagine | Raportați eroare |
| 35955.14.02                               | Situl arheologic de la Darabani - Dosul Stadolei / ansamblu anonim (Categorie: locuire) (Tip: așezare)                                                    | oraș Darabani                          | Dosul Stadolei                                                         |                                                                     | Ciprian Axinte 2010                               | 48°13′16″N 26°35′35″E / 48.22102°N 26.59299°E | Încărcați imagine | Raportați eroare |
| 35955.15.01                               | Așezarea deschisă din epoca Bronzului târziu de la Darabani - Ceia Vale / ansamblu anonim (Categorie: locuire) (Tip: așezare)                             | oraș Darabani                          | Ceia Vale                                                              | Noua aprox. 1500/1400-1150 ani                                      | Ciprian Axinte 2010                               | 48°13′01″N 26°36′24″E / 48.21698°N 26.60656°E | Încărcați imagine | Raportați eroare |
| 36015.05.01                               | Movila de la Dorohoi - Dealul Priporului II / ansamblu anonim (Categorie: descoperire funerară) (Tip: Movilă)                                             | sat Dragalina, comuna Hlipiceni        | Dealul Priporului II                                                   |                                                                     | A. Păunescu, P. Șadurschi, V. Chirica 1974        | 47°58′36″N 26°23′26″E / 47.97661°N 26.39051°E | Încărcați imagine | Raportați eroare |
| 36015.06.01                               | Movila de la Dorohoi - Dealul Cobâlii / ansamblu anonim (Categorie: descoperire funerară) (Tip: Movilă)                                                   | municipiul Dorohoi                     | Dealul Cobâlii                                                         |                                                                     | A. Păunescu, P. Șadurschi, V. Chirica 1974        | 47°55′49″N 26°25′03″E / 47.93032°N 26.41759°E | Încărcați imagine | Raportați eroare |
| 36015.14.01                               | Movila de la Dorohoi - din Odăile La Iazul Popilor / ansamblu anonim (Categorie: descoperire funerară) (Tip: Movilă)                                      | municipiul Dorohoi                     | Odăile La Iazul Popilor                                                |                                                                     | A. Păunescu, P. Șadurschi, V. Chirica 1974        | 47°58′55″N 26°26′34″E / 47.98196°N 26.44273°E | Încărcați imagine | Raportați eroare |
| 36015.15.01                               | Movila de la Dorohoi - Dealul Trestiana I / ansamblu anonim (Categorie: descoperire funerară) (Tip: Movilă)                                               | municipiul Dorohoi                     | Dealul Trestiana I                                                     |                                                                     | A. Păunescu, P. Șadurschi, V. Chirica 1974        | 47°58′12″N 26°24′46″E / 47.97003°N 26.4129°E  | Încărcați imagine | Raportați eroare |
| 36015.16.01                               | Movila de la Dorohoi - din Dealul Trestiana II / ansamblu anonim (Categorie: descoperire funerară) (Tip: Movilă)                                          | municipiul Dorohoi                     | Dealul Trestiana II                                                    |                                                                     | O. L. Șovan 2009                                  | 47°57′42″N 26°25′27″E / 47.96179°N 26.42425°E | Încărcați imagine | Raportați eroare |
| 36015.17.01                               | Movila de la Dorohoi - Vârful Polonicului / ansamblu anonim (Categorie: descoperire funerară) (Tip: Movilă)                                               | municipiul Dorohoi                     | Movila Vârful Polonicului                                              |                                                                     | O.L. Șovan 2009                                   | 47°55′47″N 26°23′47″E / 47.92972°N 26.39645°E | Încărcați imagine | Raportați eroare |
| 36015.18.01                               | Movila de la Dorohoi - Movila Borțoasă / ansamblu anonim (Categorie: descoperire funerară) (Tip: Movilă)                                                  | municipiul Dorohoi                     | Movila Borțoasă                                                        |                                                                     | O. L. Șovan 2009                                  | 47°59′15″N 26°28′39″E / 47.98746°N 26.4774°E  | Încărcați imagine | Raportați eroare |
| 37182.20.01                               | Movila de la Drăgușeni - la Miclescu / ansamblu anonim (Categorie: descoperire funerară) (Tip: Movilă)                                                    | sat Drăgușeni, comuna Drăgușeni        | Movila de la Miclescu                                                  |                                                                     | A. Crâșmaru 1974                                  | 48°02′03″N 26°47′22″E / 48.03423°N 26.78937°E | Încărcați imagine | Raportați eroare |
| 37182.21.01                               | Movila de la Drăgușeni - din Dâmbul Morii / ansamblu anonim (Categorie: descoperire funerară) (Tip: Movilă)                                               | sat Drăgușeni, comuna Drăgușeni        | Movila din Dâmbul Morii                                                |                                                                     |                                                   | 48°01′51″N 26°47′49″E / 48.03072°N 26.7969°E  | Încărcați imagine | Raportați eroare |
| 37182.22.01                               | Movila de la Drăgușeni - de la Cimitir / ansamblu anonim (Categorie: descoperire funerară) (Tip: Movilă)                                                  | sat Drăgușeni, comuna Drăgușeni        | Movila de la Cimitir                                                   |                                                                     | A. Crâșmaru 1974                                  | 48°01′11″N 26°48′24″E / 48.01962°N 26.80672°E | Încărcați imagine | Raportați eroare |
| 37226.15.01                               | Movila La Plopi de la Durnești / ansamblu anonim (Categorie: descoperire funerară) (Tip: Movilă)                                                          | sat Durnești, comuna Durnești          | Movila La Plopi                                                        |                                                                     | O.L. Șovan 2009                                   | 47°46′37″N 27°05′47″E / 47.777°N 27.09629°E   | Încărcați imagine | Raportați eroare |
| 37896.03.01                               | Movila din Lanul Angelescu de la Dolina / ansamblu anonim (Categorie: descoperire funerară) (Tip: Movilă)                                                 | sat Dolina, comuna Leorda              | Movila din Lanul Angelescu                                             |                                                                     | A. Păunescu, P. Șadurschi, V. Chirica 1974        | 47°49′52″N 26°28′39″E / 47.83114°N 26.47754°E | Încărcați imagine | Raportați eroare |
| 37896.04.01                               | Situl arheologic de la Dolia-La Săliște / ansamblu anonim (Categorie: locuire) (Tip: Așezare deschisă)                                                    | sat Dolina, comuna Leorda              | La Săliște                                                             | Sântana de Mureș - Cerneahov sec. IV-V                              | N. Zaharia 1957                                   | 47°50′49″N 26°28′41″E / 47.84702°N 26.47806°E | Încărcați imagine | Raportați eroare |
| 37896.04.02                               | Situl arheologic de la Dolia-La Săliște / ansamblu anonim (Categorie: locuire) (Tip: așezare deschisă)                                                    | sat Dolina, comuna Leorda              | La Săliște                                                             |                                                                     | N. Zaharia 1957                                   | 47°50′49″N 26°28′41″E / 47.84702°N 26.47806°E | Încărcați imagine | Raportați eroare |
| 38866.01.01                               | Movila După Sat I de la Dămideni / ansamblu anonim (Categorie: descoperire funerară) (Tip: Movilă)                                                        | sat Dămideni, comuna Românești         | Movila După Sat I                                                      |                                                                     | O.L. Șovan 2009                                   | 47°41′53″N 27°14′01″E / 47.69805°N 27.23361°E | Încărcați imagine | Raportați eroare |
| 38866.02.01                               | Movila După Sat II de la Dămideni / ansamblu anonim (Categorie: descoperire funerară) (Tip: Movilă)                                                       | sat Dămideni, comuna Românești         | Movila După Sat II                                                     |                                                                     | A. Păunescu, P. Șadurschi, V. Chirica 1973        | 47°41′48″N 27°14′04″E / 47.6967°N 27.23448°E  | Încărcați imagine | Raportați eroare |
| 38866.03.01                               | Movila Dămideni Sud de la Dămideni / ansamblu anonim (Categorie: descoperire funerară) (Tip: Movilă)                                                      | sat Dămideni, comuna Românești         | Movila Dămideni Sud                                                    |                                                                     | O. L. Șovan 2009                                  | 47°41′15″N 27°15′37″E / 47.68747°N 27.26014°E | Încărcați imagine | Raportați eroare |
| 39104.01.01                               | Situl arheologic de la Dracșani - Vatra Satului / ansamblu anonim (Categorie: locuire) (Tip: Așezare deschisă)                                            | sat Dracșani, comuna Sulița            | Vatra Satului                                                          | Cucuteni - A                                                        | A. Nițu 1952                                      | 47°38′12″N 26°56′17″E / 47.63675°N 26.93794°E | Încărcați imagine | Raportați eroare |
| 39104.01.02                               | Situl arheologic de la Dracșani - Vatra Satului / ansamblu anonim (Categorie: locuire) (Tip: Așezare deschisă)                                            | sat Dracșani, comuna Sulița            | Vatra Satului                                                          |                                                                     | A. Nițu 1952                                      | 47°38′12″N 26°56′17″E / 47.63675°N 26.93794°E | Încărcați imagine | Raportați eroare |
| 39104.01.03                               | Situl arheologic de la Dracșani - Vatra Satului / ansamblu anonim (Categorie: locuire) (Tip: Necropolă plană)                                             | sat Dracșani, comuna Sulița            | Vatra Satului                                                          |                                                                     | A. Nițu 1952                                      | 47°38′12″N 26°56′17″E / 47.63675°N 26.93794°E | Încărcați imagine | Raportați eroare |
| 39104.02.01                               | Movila din Dealul Păducelului de la Dracșani / ansamblu anonim (Categorie: descoperire funerară) (Tip: Movilă)                                            | sat Dracșani, comuna Sulița            | Movila din Dealul Păducelului                                          |                                                                     | O. L.Șovan 2009                                   | 47°38′02″N 26°54′46″E / 47.63394°N 26.91289°E | Încărcați imagine | Raportați eroare |
| 39364.03.01                               | Movila Frăsinei Podiș de la Drislea / ansamblu anonim (Categorie: descoperire funerară) (Tip: Movilă)                                                     | sat Drislea, comuna Trușești           | Movila Frăsinei Podiș                                                  |                                                                     | O. L. Șovan 2009                                  | 47°45′29″N 26°59′39″E / 47.75798°N 26.99406°E | Încărcați imagine | Raportați eroare |
| 39364.04.01                               | Movila din Dealul Frăsineilor de la Drislea / ansamblu anonim (Categorie: descoperire funerară) (Tip: Movilă)                                             | sat Drislea, comuna Trușești           | Dealul Frăsineilor                                                     |                                                                     | O. L. Șovan 2009                                  | 47°45′55″N 26°59′07″E / 47.76516°N 26.98528°E | Încărcați imagine | Raportați eroare |
| 39364.05.01                               | Movila La Izlaz de la Drislea / ansamblu anonim (Categorie: descoperire funerară) (Tip: Movilă)                                                           | sat Drislea, comuna Trușești           | Movila La Izlaz                                                        |                                                                     | O. L. Șovan 2009                                  | 47°45′41″N 26°57′30″E / 47.76133°N 26.95824°E | Încărcați imagine | Raportați eroare |
| 39364.06                                  | Movila La Moșie de la Drislea (Categorie: descoperire funerară) (Tip: tumul)                                                                              | sat Drislea, comuna Trușești           | Movila La Moșie                                                        |                                                                     | O.L. Șovan 2009                                   | 47°46′31″N 26°57′35″E / 47.77529°N 26.95967°E | Încărcați imagine | Raportați eroare |
| 39364.07.01                               | Movila din Podișul Drislea de la Drislea / ansamblu anonim (Categorie: descoperire funerară) (Tip: Movilă)                                                | sat Drislea, comuna Trușești           | Podișul Drislea                                                        |                                                                     | O.L. Șovan 2009                                   | 47°47′10″N 26°57′11″E / 47.78608°N 26.95309°E | Încărcați imagine | Raportați eroare |
| 39364.08.01                               | Movila din Dealul Garariu de la Drislea / ansamblu anonim (Categorie: descoperire funerară) (Tip: Movilă)                                                 | sat Drislea, comuna Trușești           | Dealul Garariu                                                         |                                                                     | O.L. Șovan 2009                                   | 47°47′42″N 26°56′48″E / 47.79493°N 26.94666°E | Încărcați imagine | Raportați eroare |
| 39364.09.01                               | Movila Carabulea de la Drislea / ansamblu anonim (Categorie: descoperire funerară) (Tip: Movilă)                                                          | sat Drislea, comuna Trușești           | Movila Carabulea                                                       |                                                                     | O. L. Șovan 2009                                  | 47°48′02″N 26°57′29″E / 47.80046°N 26.95809°E | Încărcați imagine | Raportați eroare |
| 39364.10.01                               | Movila din Dealul Cătărgii I de la Drislea / ansamblu anonim (Categorie: descoperire funerară) (Tip: Movilă)                                              | sat Drislea, comuna Trușești           | Dealul Cătărgii I                                                      |                                                                     | O.L. Șovan 2009                                   | 47°47′26″N 26°58′33″E / 47.79065°N 26.9757°E  | Încărcați imagine | Raportați eroare |
| 39364.11.01                               | Movila din Dealul Cătărgii II / ansamblu anonim (Categorie: descoperire funerară) (Tip: Movilă)                                                           | sat Drislea, comuna Trușești           | Dealul Cătărgii II                                                     |                                                                     | O.L. Șovan 2009                                   | 47°47′02″N 26°58′44″E / 47.78381°N 26.97888°E | Încărcați imagine | Raportați eroare |
| 39364.12.01                               | Movila Hârtop de la Drislea / ansamblu anonim (Categorie: descoperire funerară) (Tip: Movilă)                                                             | sat Drislea, comuna Trușești           | Movila Hârtop                                                          |                                                                     | O.L. Șovan 2009                                   | 47°46′30″N 26°59′00″E / 47.77488°N 26.98337°E | Încărcați imagine | Raportați eroare |
| 39364.13.01                               | Movila La Saivane de la Drislea / ansamblu anonim (Categorie: descoperire funerară) (Tip: Movilă)                                                         | sat Drislea, comuna Trușești           | Movila La Saivane                                                      |                                                                     | O.L. Șovan 2009                                   | 47°46′54″N 26°59′23″E / 47.78166°N 26.9898°E  | Încărcați imagine | Raportați eroare |
| 39462.03.01                               | Movila Valea Grajdului de la Durnești / ansamblu anonim (Categorie: descoperire funerară) (Tip: Movilă)                                                   | sat Durnești, comuna Ungureni          | Movila Valea Grajdului                                                 |                                                                     | O. L. Șovan 2009                                  | 47°52′36″N 26°44′39″E / 47.87654°N 26.74429°E | Încărcați imagine | Raportați eroare |
| 39863.01.01                               | Movila din Dealul Crucii de la Dealul Crucii / ansamblu anonim (Categorie: descoperire funerară) (Tip: Movilă)                                            | sat Dealu Crucii, comuna Vorniceni     | Movila din Dealul Crucii                                               |                                                                     | O.L. Șovan 2009                                   | 47°56′34″N 26°38′24″E / 47.94284°N 26.63997°E | Încărcați imagine | Raportați eroare |
| 37119.07.01                               | Movila de la Dobârceni - Vălmășie II / ansamblu anonim (Categorie: descoperire funerară) (Tip: Tumul)                                                     | sat Dobârceni, comuna Dobârceni        | Vălmășie II                                                            |                                                                     | O. L. Șovan 2009                                  | 47°49′28″N 27°05′18″E / 47.82441°N 27.08845°E | Încărcați imagine | Raportați eroare |
| 36989.10.01                               | Movila de la Balta Urieși III de la Dragalina / ansamblu anonim (Categorie: descoperire funerară) (Tip: Movilă)                                           | sat Dragalina, comuna Cristinești      | Movila de la Balta Urieși III                                          |                                                                     | A. Păunescu, P. Șadurschi, V. Chirica 1973        | 48°04′28″N 26°26′22″E / 48.07454°N 26.43957°E | Încărcați imagine | Raportați eroare |
| 36989.11.01                               | Movila de la Balta Urieși IV de la Dragalina / ansamblu anonim (Categorie: descoperire funerară) (Tip: Movilă)                                            | sat Dragalina, comuna Cristinești      | Movila de la Balta Urieși IV                                           |                                                                     | A. Păunescu, P. Șadurschi, V. Chirica 1973        | 48°04′29″N 26°26′10″E / 48.07462°N 26.43611°E | Încărcați imagine | Raportați eroare |
| 36989.12.01                               | Movila de la Balta Urieși V de la Dragalina / ansamblu anonim (Categorie: descoperire funerară) (Tip: Movilă)                                             | sat Dragalina, comuna Cristinești      | Movila de la Balta Urieși V                                            |                                                                     | A. Păunescu, P. Șadurschi, V. Chirica 1973        | 48°04′32″N 26°26′16″E / 48.07566°N 26.43788°E | Încărcați imagine | Raportați eroare |
| 36989.13.01                               | Movila Dragalina Nord de la Dragalina / ansamblu anonim (Categorie: descoperire funerară) (Tip: Movilă)                                                   | sat Dragalina, comuna Cristinești      | Movila Dragalina Nord                                                  |                                                                     | A. Păunescu, P. Șadurschi, V. Chirica 1973        | 48°04′23″N 26°27′27″E / 48.07306°N 26.45743°E | Încărcați imagine | Raportați eroare |
| 37752.08.01                               | Movila din Dealul Vulturului I de la Dragalina / ansamblu anonim (Categorie: descoperire funerară) (Tip: Movilă)                                          | sat Dragalina, comuna Hlipiceni        | Movila din Dealul Vulturului I                                         |                                                                     | A. Păunescu, P. Șadurschi, V. Chirica 1973-1974   | 47°36′27″N 27°12′24″E / 47.60752°N 27.20674°E | Încărcați imagine | Raportați eroare |
| 37752.09.01                               | Movila din Dealul Vulturului II de la Dragalina / ansamblu anonim (Categorie: descoperire funerară) (Tip: Movilă)                                         | sat Dragalina, comuna Hlipiceni        | Movila din Dealul Vulturului II                                        |                                                                     | A. Păunescu, P. Șadurschi, V. Chirica 1973-1974   | 47°36′35″N 27°12′20″E / 47.60965°N 27.20554°E | Încărcați imagine | Raportați eroare |
| 36015.05.01                               | Așezarea din perioada migrațiilor de la Dorohoi - Valea Jijiei / ansamblu anonim (Categorie: locuire) (Tip: așezare)                                      | municipiul Dorohoi                     | Valea Jijiei                                                           | Sântana de Mureș                                                    | E. Setnic 2004                                    | 47°57′15″N 26°24′48″E / 47.95415°N 26.41323°E | Încărcați imagine | Raportați eroare |
| 37404.13.01                               | Așezarea de epoca bronzului de la Dumeni-Dealul Cailor / ansamblu anonim (Categorie: locuire) (Tip: așezare)                                              | sat Dumeni, comuna George Enescu       | Dealul Cailor                                                          | Costișa-Komariv                                                     | prof. I. Ignat 2001                               | 47°59′07″N 26°33′18″E / 47.98514°N 26.55511°E | Încărcați imagine | Raportați eroare |